# Charnay-lès-Mâcon
Pour les articles homonymes, voir Charnay.
Charnay-lès-Mâcon est une commune française située dans le département de Saône-et-Loire, en région Bourgogne-Franche-Comté. Elle fait partie de la communauté d'agglomération Mâconnais Beaujolais Agglomération (MBA).

## Géographie

### Localisation

Localisation de Charnay dans la Saône-et-Loire et l'arrondissement de Mâcon.

Charnay-lès-Mâcon se situe dans le Mâconnais, juste à l'ouest de la préfecture de Saône-et-Loire.
La ville se trouve à quelques kilomètres à l'ouest de la Saône, entre la Bresse à l'est et les monts du Beaujolais au sud. Entourée par les vignobles du Mâconnais, Charnay se trouve sur le bord du Massif central.
Elle est située à 44 kilomètres à l'ouest de Bourg-en-Bresse (préfecture du département de l'Ain), à 67 kilomètres au sud de Chalon-sur-Saône (sous-préfecture de Saône-et-Loire), à 72 kilomètres au nord de Lyon, à 405 kilomètres au sud de Paris, à 155 kilomètres à l'ouest de Genève.

### Hydrographie
Charnay-lès-Mâcon est arrosée par la Petite Grosne, affluent de la Saône, long de 25,6 km. Elle forme une partie de la frontière que la ville partage avec Davayé. De petits ruisseaux traversent aussi la commune dont le ruisseau du Moulin Journet.

### Climat
Pour des articles plus généraux, voir Climat de la Bourgogne-Franche-Comté et Climat de Saône-et-Loire.
En 2010, le climat de la commune est de type climat océanique dégradé des plaines du Centre et du Nord, selon une étude du Centre national de la recherche scientifique s'appuyant sur une série de données couvrant la période 1971-2000. En 2020, Météo-France publie une typologie des climats de la France métropolitaine dans laquelle la commune est dans une zone de transition entre le climat semi-continental et le climat de montagne et est dans la région climatique Bourgogne, vallée de la Saône, caractérisée par un bon ensoleillement (1 900 h/an), un été chaud (18,5 °C), un air sec au printemps et en été et des vents faibles.
Pour la période 1971-2000, la température annuelle moyenne est de 11,6 °C, avec une amplitude thermique annuelle de 17,9 °C. Le cumul annuel moyen de précipitations est de 842 mm, avec 10,5 jours de précipitations en janvier et 7,2 jours en juillet. Pour la période 1991-2020, la température moyenne annuelle observée sur la station météorologique installée sur la commune est de 12,3 °C et le cumul annuel moyen de précipitations est de 833,7 mm. 
La température maximale relevée sur cette station est de 39,8 °C, atteinte le 13 août 2003 ; la température minimale est de −21,4 °C, atteinte le 15 février 1956,,.
| Mois                                  | jan.             | fév.             | mars           | avril           | mai             | juin           | jui.           | août           | sep.            | oct.            | nov.            | déc.            | année      |
| ------------------------------------- | ---------------- | ---------------- | -------------- | --------------- | --------------- | -------------- | -------------- | -------------- | --------------- | --------------- | --------------- | --------------- | ---------- |
| Température minimale moyenne (°C)     | 0,7              | 1                | 3,8            | 6,5             | 10,5            | 14,1           | 15,9           | 15,4           | 11,7            | 8,6             | 4,2             | 1,5             | 7,8        |
| Température moyenne (°C)              | 3,5              | 4,6              | 8,5            | 11,7            | 15,7            | 19,5           | 21,5           | 21,1           | 17              | 12,7            | 7,4             | 4,1             | 12,3       |
| Température maximale moyenne (°C)     | 6,3              | 8,3              | 13,2           | 16,8            | 20,8            | 24,8           | 27,1           | 26,9           | 22,3            | 16,9            | 10,5            | 6,7             | 16,7       |
| Record de froid (°C) date du record   | −21,2 24.01.1963 | −21,4 15.02.1956 | −10,2 01.03.05 | −4,4 08.04.21   | −1,8 04.05.1967 | 3,7 04.06.1953 | 5,9 08.07.1954 | 5,8 30.08.1986 | 1 29.09.1950    | −4,8 31.10.1997 | −8,7 27.11.1989 | −16,2 30.12.05  | −21,4 1956 |
| Record de chaleur (°C) date du record | 17,8 10.01.15    | 21 24.02.21      | 24,6 31.03.21  | 29,8 18.04.1949 | 32,8 25.05.09   | 37,4 18.06.22  | 39,2 04.07.15  | 39,8 13.08.03  | 35,2 05.09.1949 | 29,5 02.10.23   | 23,1 07.11.1955 | 19,3 16.12.1989 | 39,8 2003  |
| Ensoleillement (h)                    | 616              | 96               | 1 637          | 1 917           | 2 165           | 2 491          | 2 749          | 2 511          | 1 948           | 1 203           | 713             | 521             | 1 943      |
| Précipitations (mm)                   | 58,1             | 48,9             | 49,1           | 65,5            | 75,7            | 69,8           | 72,2           | 72,6           | 71,1            | 91,1            | 92,8            | 66,8            | 833,7      |

| Diagramme climatique                                  |          |             |             |              |              |              |              |              |             |             |            |
| J                                                     | F        | M           | A           | M            | J            | J            | A            | S            | O           | N           | D          |
| 6,30,758,1                                            | 8,3148,9 | 13,23,849,1 | 16,86,565,5 | 20,810,575,7 | 24,814,169,8 | 27,115,972,2 | 26,915,472,6 | 22,311,771,1 | 16,98,691,1 | 10,54,292,8 | 6,71,566,8 |
| Moyennes : • Temp. maxi et mini °C • Précipitation mm |          |             |             |              |              |              |              |              |             |             |            |

Les paramètres climatiques de la commune ont été estimés pour le milieu du siècle (2041-2070) selon différents scénarios d'émission de gaz à effet de serre à partir des nouvelles projections climatiques de référence DRIAS-2020. Ils sont consultables sur un site dédié publié par Météo-France en novembre 2022.

### Axes de communication

Axes de communication.

#### Routes
L'A6 scinde le territoire de la commune en deux parties, elle passe du nord au sud. Au sud du territoire, à Mâcon, la gare de péage de Mâcon Sud permet d'accéder à la commune depuis l'autoroute.
La route nationale 79 relie Montmarault à Mâcon, elle traverse le sud-ouest de Charnay. La voie continue dans l'Ain et devient l'A406 avant de rejoindre l'A40.
Outre les voies routières à importance nationale, Charnay est traversée par de nombreuses routes départementales. En premier lieu, la route départementale 17 fait la liaison entre le quartier mâconnais de Bioux et Prissé, elle traverse le centre de la commune. La route D 579 débute à Mâcon près de la place de la Barre puis se dirige vers l'ouest vers la Coupée avant de relier la route D 17. Ensuite, la route départementale 54 commence à la Verchère, continue sa route vers le sud-ouest en direction de Davayé et Solutré-Pouilly. La route départementale 89, appelée aussi route des Allemands, relie Crêches-sur-Saône à Prissé et longe la route N 79. Enfin, la route D 172 reste à la frontière au sud-ouest de Charnay, elle part en direction de Fuissé.

#### Voies ferroviaires

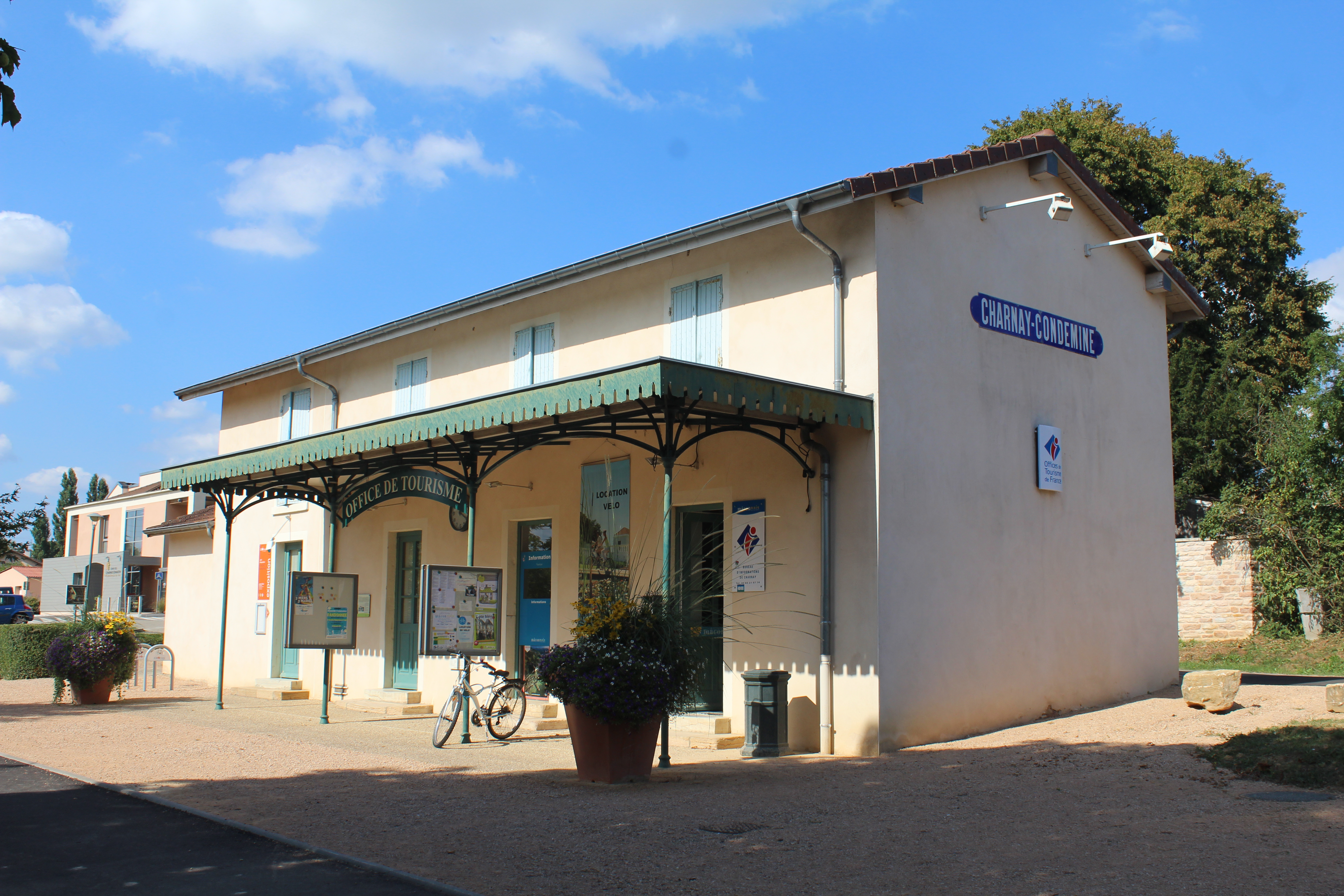
Ancienne gare de Charnay-Condemine.

De 1870 à 1970, la gare de Charnay-Condamine était desservie par la ligne de Cluny à Mâcon. La gare accueille aujourd'hui l'office de tourisme et la voie ferrée est devenue une voie cyclable.
Aujourd'hui, une seule voie ferrée traverse la commune. La ligne à grande vitesse Paris - Lyon - Marseille traverse au sud-ouest entre la route N 79 et D 89. La gare de Mâcon-Loché-TGV, au sud-ouest de Mâcon, est desservie par quelques TGV Paris - Marseille et Paris - Genève.
D'autres lignes se situent à proximité. La ligne de Mâcon à Ambérieu, desservie par les TER de la région Rhône-Alpes relie les gares de Mâcon Ville et de Bourg-en-Bresse. La ligne traditionnelle Paris - Marseille via Dijon passe aussi à Mâcon. De même, la gare de Mâcon-Ville est desservie par des TER Dijon - Mâcon - Lyon et quelques TGV reliant le Nord-Est de la France à la Méditerranée.

#### Voies cyclables

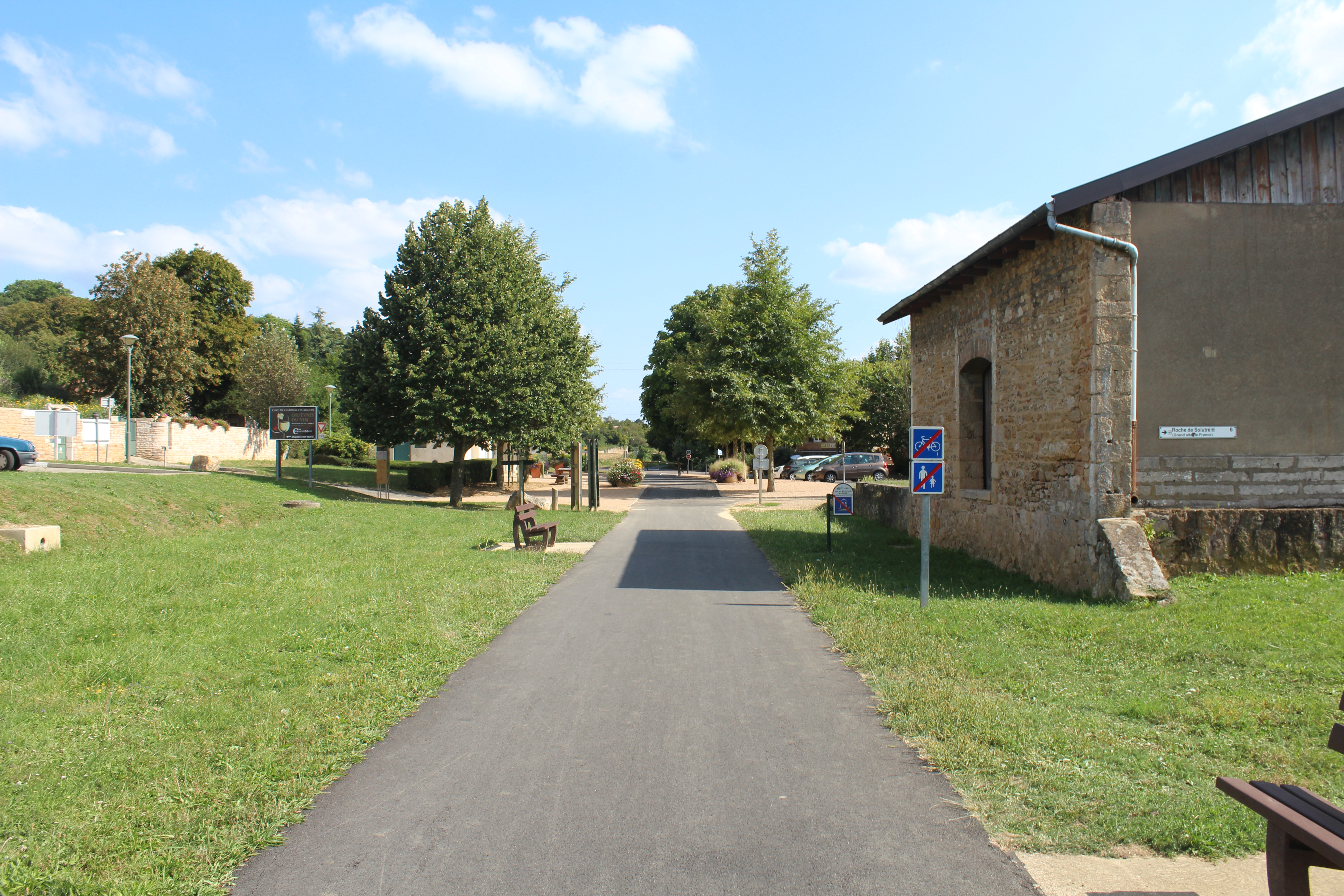
Terminus de la Voie Verte.

Le réseau cyclable de la ville est assez étoffé puisque les voies et les pistes cyclables sont présentes dans le territoire.
Après la fermeture de la ligne ferroviaire de Cluny à Mâcon en 1970, il a été décidé de transformer cette dernière en voie verte, la première de France. La voie verte de Bourgogne du Sud est longue de 65 km, commence à Chalon-sur-Saône et termine à la gare de Charnay-Condemine. La voie continue cependant vers l'est en direction de Mâcon afin d'être reliée à la voie Bleue, une voie cyclable reliant la préfecture à Tournus.
En centre-ville, les bords de route sont équipés de pistes cyclables pour simplifier la circulation des deux-roues.

#### Transports urbains
La commune étant en périphérie de Mâcon, Charnay est reliée au réseau Tréma par l'intermédiaire de trois lignes régulières urbaines (B, C et E) et de lignes pour les transports scolaires. Elle est desservie par le réseau Buscéphale du conseil général de Saône-et-Loire.

#### Transport aérien
La ville de Mâcon gère un petit aéroport dans le sud de la commune. Pour effectuer des vols vers l'international, il faut se rendre à l'aéroport de Lyon-Saint-Exupéry distant de 90 kilomètres ou bien à l'aéroport de Genève distant de 160 kilomètres.

## Urbanisme

### Typologie
Au 1er janvier 2024, Charnay-lès-Mâcon est catégorisée centre urbain intermédiaire, selon la nouvelle grille communale de densité à sept niveaux définie par l'Insee en 2022.
Elle appartient à l'unité urbaine de Mâcon, une agglomération inter-régionale regroupant 16  communes, dont elle est une commune de la banlieue,,. Par ailleurs la commune fait partie de l'aire d'attraction de Mâcon, dont elle est une commune du pôle principal,. Cette aire, qui regroupe 105 communes, est catégorisée dans les aires de 50 000 à moins de 200 000 habitants,.

### Occupation des sols
L'occupation des sols de la commune, telle qu'elle ressort de la base de données européenne d’occupation biophysique des sols Corine Land Cover (CLC), est marquée par l'importance des territoires agricoles (60,5 % en 2018), en diminution par rapport à 1990 (70,3 %). La répartition détaillée en 2018 est la suivante : terres arables (24,8 %), zones urbanisées (22,7 %), zones agricoles hétérogènes (19,6 %), prairies (9,4 %), zones industrielles ou commerciales et réseaux de communication (9,2 %), cultures permanentes (6,7 %), espaces verts artificialisés, non agricoles (4,4 %), forêts (3,3 %). L'évolution de l’occupation des sols de la commune et de ses infrastructures peut être observée sur les différentes représentations cartographiques du territoire : la carte de Cassini (XVIIIe siècle), la carte d'état-major (1820-1866) et les cartes ou photos aériennes de l'IGN pour la période actuelle (1950 à aujourd'hui).

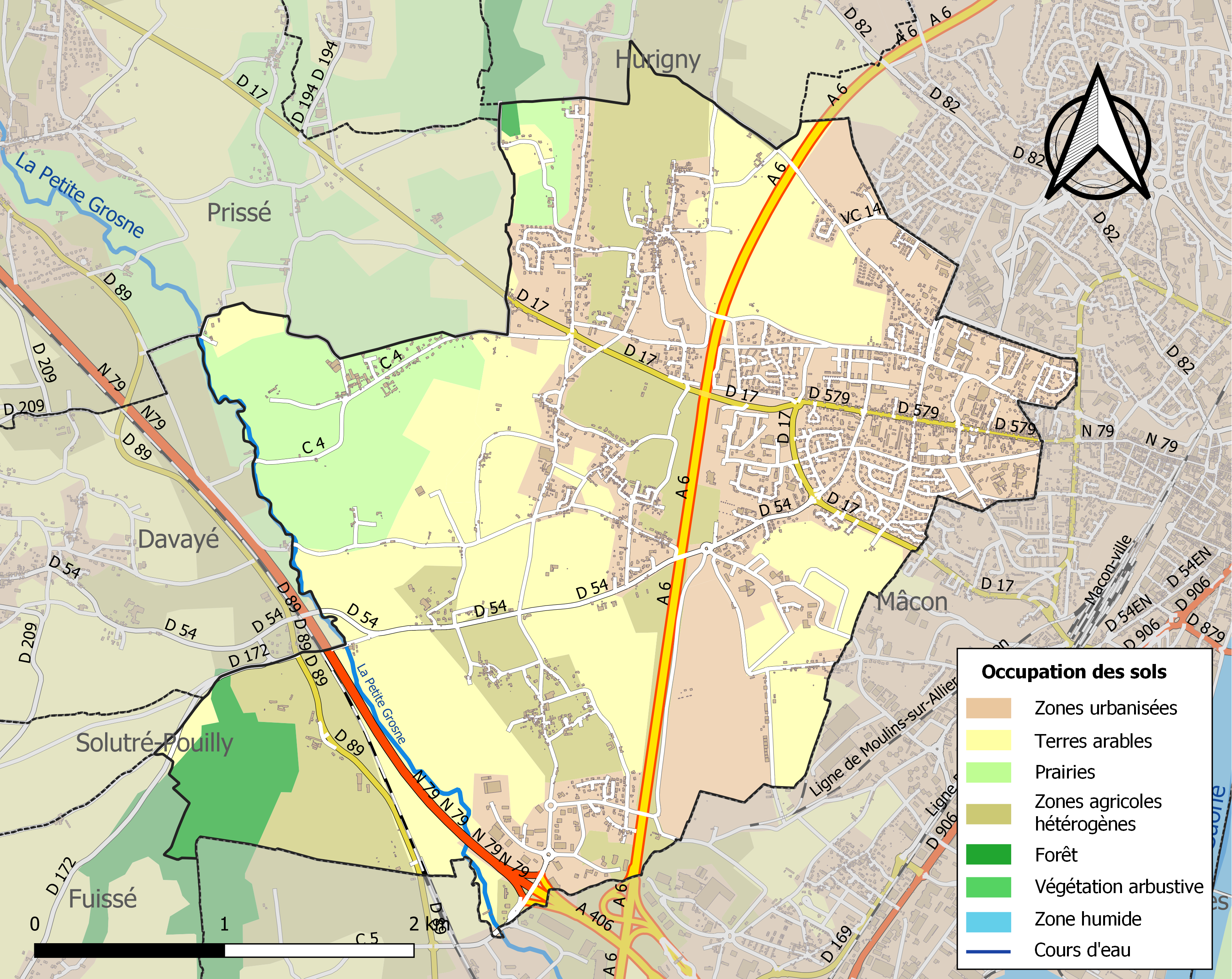
Carte des infrastructures et de l'occupation des sols de la commune en 2018 (CLC).

## Toponymie

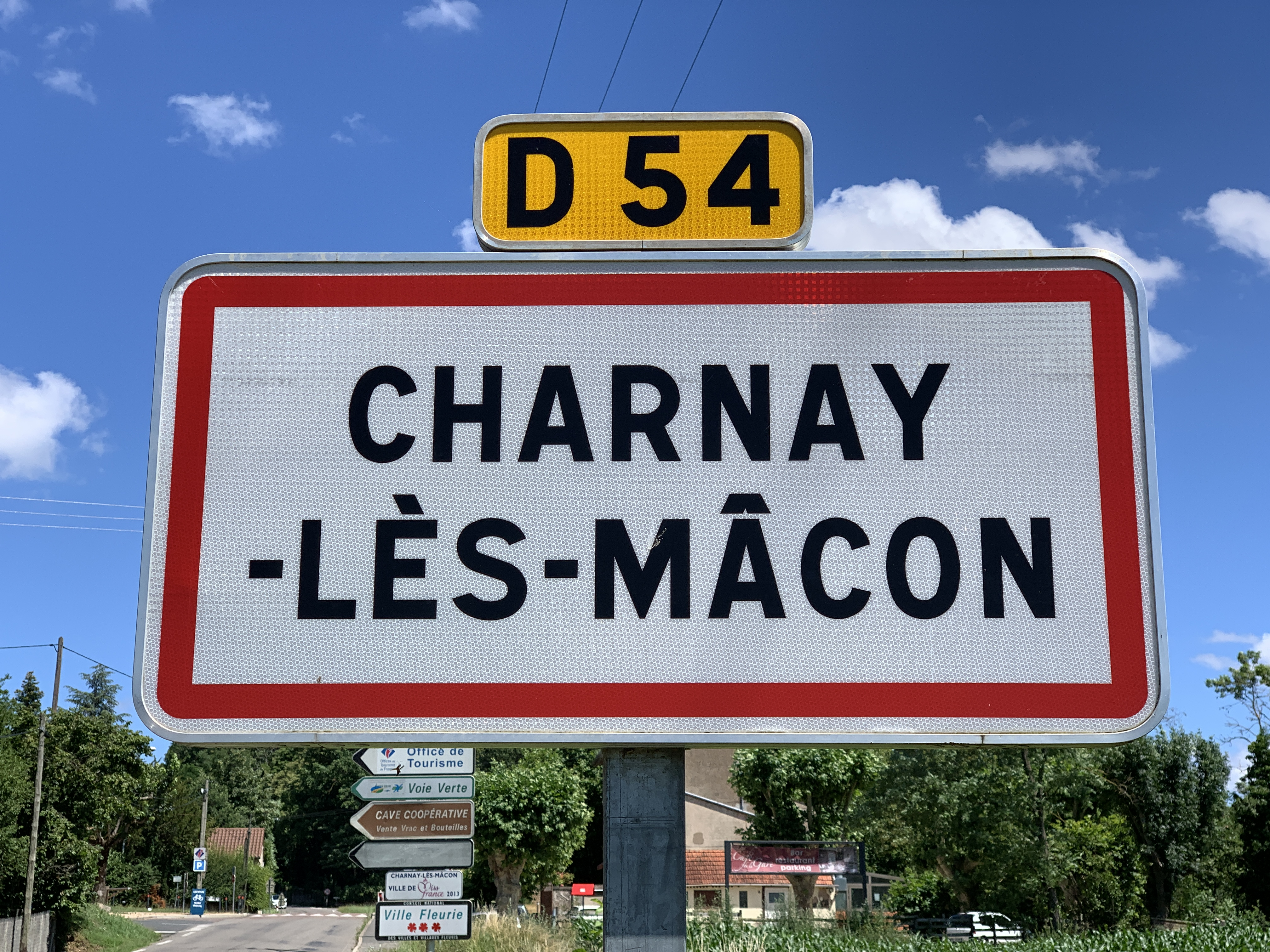
Panneau d'entrée.

### Attestations anciennes
La première mention de la commune date de 739 sous le nom de Carnacus ou Carnaco. En 1060, le cartulaire de Saint-Vincent de Mâcon évoque Carnaci.
Dès le XIIIe siècle, le nom de Charnay apparaît pour la première fois. Charnayo sera cité vers 1412 avant que Charnay ne soit réutilisé vers 1472.
Trois cents ans plus tard, en 1792, Charnay devient Charnay-et-Saint-Léger selon les archives nationales puis redevient une nouvelle fois Charnay vers 1800. Un décret du 29 septembre 1877 change officiellement le nom en Charnay-lez-Mâcon pour prendre le nom actuel de Charnay-lès-Mâcon vers 1892.

### Étymologie
Il s'agit d'un toponyme gaulois ou gallo-romain, basé sur un anthroponyme gaulois Carnus ou plutôt un appellatif *karn qui signifie « tas de pierre sur un tumulus » cf. vieil irlandais carn, même sens, gallois carn « tas de pierre ». Le second élément est le suffixe -acum, lui aussi d'origine gauloise et marquant un emplacement ou une propriété. Homonymie avec Carnac, Carnac-Rouffiac, Charnat et certains autres Charnay.
Le déterminant complémentaire lès-Mâcon fut ajouté pour affirmer la proximité avec la ville de Mâcon et afin d'éviter la confusion avec d'autres communes portant le nom de Charnay.

## Histoire
Attestée depuis 968 comme premier lieu de culte dédié à saint Pierre, l'église du bourg de Charnay-lès-Mâcon prit le nom de Sainte-Madeleine au XVIe siècle. Elle deviendra par la suite une des sept églises cathédrantes du diocèse de Mâcon. L'histoire fut marquée, de 1500 à 1650, par les guerres de Religion, dont il reste aujourd'hui le souvenir au travers d'une salle municipale, la salle du Vieux Temple, sur l'ancien fief de la Bâtie, puis, tout au long de la période médiévale, par les luttes franco-bourguignonnes.
Jadis très étendu, le territoire communal allait jusqu'à la place de la Barre, aujourd'hui au cœur de la ville de Mâcon. Attenant à la ville de Mâcon, c'est à Charnay que se trouvait la porte fortifiée Ouest de la Cité.
L'activité de la commune, répartie en de nombreux hameaux, est alors essentiellement agricole et s'organise autour de grands domaines religieux, comme celui de l'abbaye Saint-Pierre, détruite par les Mâconnais en 1470, ou féodaux, comme celui de Champgrenon.
Charnay s'est ensuite développée dans son sillage, du fait des nombreux axes de communication y menant et traversant son territoire. La route partant de la porte Ouest et qui deviendra route nationale menant de Cluny à Mâcon a donné naissance au bourg de La Coupée, construit comme une ville-rue. Charnay a ensuite été traversée par la ligne de chemin de fer du Charolais, fermée en 1970, et dont subsiste le vestige de la gare et certains tronçons transformés en voie verte. Le XXe siècle a renforcé ce rôle de communication avec la construction de l'autoroute Paris-Lyon et du train à grande vitesse au XXe siècle.

## Politique et administration

### Administration municipale
Le conseil municipal est composé du maire, de ses cinq adjoints ainsi que de ses vingt-trois autres conseillers municipaux dont un délégué.

### Jumelages
| \| Charnay Brackenheim Castagnole delle Lanze Zbrosławice Tarnalelesz Tudor Vladimirescu \| Localisation des communes jumelées en Europe. |
| Charnay Brackenheim Castagnole delle Lanze Zbrosławice Tarnalelesz Tudor Vladimirescu                                                     |

La commune de Charnay-lès-Mâcon est jumelée avec plusieurs villes européennes et une ville asiatique :
- Brackenheim (Allemagne) ;
- Castagnole delle Lanze (Italie) ;
- Zbrosławice (Pologne) ;
- Tarnalelesz (Hongrie) ;
- Tudor Vladimirescu (Roumanie) ;
- Oshino (Japon).

## Population et société

### Démographie

#### Évolution démographique
L'évolution du nombre d'habitants est connue à travers les recensements de la population effectués dans la commune depuis 1793. Pour les communes de moins de 10 000 habitants, une enquête de recensement portant sur toute la population est réalisée tous les cinq ans, les populations de référence des années intermédiaires étant quant à elles estimées par interpolation ou extrapolation. Pour la commune, le premier recensement exhaustif entrant dans le cadre du nouveau dispositif a été réalisé en 2005.

En 2022, la commune comptait 8 154 habitants, en évolution de +11,65 % par rapport à 2016 (Saône-et-Loire : −1,06 %, France hors Mayotte : +2,11 %).
| 1793  | 1800  | 1806  | 1821  | 1831  | 1836  | 1841  | 1846  | 1851  |
| ----- | ----- | ----- | ----- | ----- | ----- | ----- | ----- | ----- |
| 1 340 | 1 417 | 1 355 | 1 400 | 1 465 | 1 653 | 1 569 | 1 837 | 1 845 |

| 1856  | 1861  | 1866  | 1872  | 1876  | 1881  | 1886  | 1891  | 1896  |
| ----- | ----- | ----- | ----- | ----- | ----- | ----- | ----- | ----- |
| 1 448 | 1 533 | 1 837 | 1 810 | 1 820 | 1 957 | 1 944 | 1 933 | 1 907 |

| 1901  | 1906  | 1911  | 1921  | 1926  | 1931  | 1936  | 1946  | 1954  |
| ----- | ----- | ----- | ----- | ----- | ----- | ----- | ----- | ----- |
| 1 948 | 1 958 | 1 941 | 1 786 | 1 805 | 1 900 | 2 025 | 2 300 | 2 621 |

| 1962  | 1968  | 1975  | 1982  | 1990  | 1999  | 2005  | 2006  | 2010  |
| ----- | ----- | ----- | ----- | ----- | ----- | ----- | ----- | ----- |
| 3 953 | 4 603 | 5 058 | 5 792 | 6 102 | 6 739 | 6 783 | 6 797 | 6 827 |

| 2015  | 2020  | 2022  | - | - | - | - | - | - |
| ----- | ----- | ----- | - | - | - | - | - | - |
| 7 018 | 7 925 | 8 154 | - | - | - | - | - | - |

### Enseignement
Les écoles de Charnay-lès-Mâcon dépendent de l'académie de Dijon. Les élèves commencent leurs études à l'école maternelle de La Verchère ou de La Coupée, puis à l'école primaire de Champgrenon ou de La Coupée. Ils poursuivent leurs études à Mâcon.
Le 3 juillet 2023, les écoles ont reçu le nom de personnalités : Joséphine Baker pour l'école maternelle de la Verchère, Marie Curie pour l'école primaire de Champgrenon et Simone Veil pour l'école primaire de la Coupée.[réf. nécessaire]

### Cultes
La paroisse Saint-Pierre de Charnay-lès-Mâcon dépend du diocèse d'Autun, doyenné de Mâcon-Saint Étienne. Elle a notamment eu pour curé le père Bernard Rebuffet, auteur de l'ouvrage Les grandes heures des églises de Mâcon (préface de Raymond Oursel) paru en 1974.

### Sports

#### Infrastructures sportives
- Deux terrains de football se trouvent au stade de la Massonne.
- Le complexe de la Bâtie est le plus important centre sportif de Charnay puisqu'il regroupe divers équipements. Il y a un boulodrome couvert, des terrains de boules, une plateforme multisports, une piste de bicross, un skatepark, trois courts de tennis, une salle de gymnastique, une salle multisports et une salle d'arts martiaux.
- Le long de l'allée de l'Écolier, on trouve un terrain de football ainsi qu'une salle de sports.

#### Clubs sportifs
La commune accueille des associations sportives qui permettent la pratique de d'activités sportives différentes.
Les sports collectifs sont représentés, notamment le Charnay Basket Bourgogne Sud qui est un club de basketball. L'équipe féminine a évolué en Ligue féminine 2 (2e division nationale) entre 2013 et 2016. Après un an en Nationale féminine 1 (3e division nationale), elle remonte en 2017 en Ligue Féminine 2 et obtienne le titre de Championne de France de Nationale féminine 1. En 2018-2019, le club est champion de France de Ligue féminine 2 et monte en Ligue féminine de basket pour y rester durant 3 saisons et revenir en LF2 en 2022-2023. Le club finit la saison avec un titre de champion de France qui lui permet de remonter en LFB.
L'Union du Football mâconnais est un club de football qui résulte de la fusion entre le FC Mâcon et l'Entente Charnay et Mâcon 71 en 1999, il joue aujourd'hui en division d'honneur, le 6e niveau national. Le Charnay's Hyenes Rugby Five est un club de rugby à 5 pour ceux qui veulent pratiquer le rugby en tant que loisir. Enfin, l'association Ça roule - Korian Charnay permet la pratique du handisport et du foot fauteuil.
Néanmoins, les sports individuels sont plus présents. On trouve quelques clubs d'arts martiaux avec Aikido Charnay, Dojo charnaysien qui est un club de judo, l'École de Shinta-Jutsu et le Self Défense Pratique Charnay.
Ensuite, il y a les sports de balle avec le Tennis Club de Charnay et l'Entente pongiste de la Roche-Charnay. De plus, on trouve les sports de boules avec l'AS Bouliste de Charnay et la Pétanque Charnaysienne. On peut citer d'autres clubs de sports individuels tels que l'Association musicale et sportive qui propose de la gymnastique artistique et rythmique, le Charnay Cyclo, la Dance in Charnay pour la zumba, les Cavaliers de Charnay et Zen Racing pour le sport automobile.
Deux clubs multisports sont réservés à certaines personnes : le Club sportif et des sportifs de la gendarmerie de Mâcon et le Groupement retraite sportive. En outre, l'association Charnay Xtrem Organisation organise depuis 2015 la course Charnay Xtrem née en 2013. Cette course annuelle se pratique en duos et le but est de franchir divers obstacles.

### Écologie et recyclage
Vingt emplacements de colonnes sélectives sont situées sur le territoire de la commune qui permettent de trier les déchets recyclables.
De plus, les habitants peuvent accéder à la déchèterie de la commune ainsi que celles de Mâcon, La Roche-Vineuse et Saint-Martin-Belle-Roche.

### Marchés
Depuis avril 1989, la commune accueille un marché hebdomadaire qui se tient tous les vendredis après-midi de 14h à 19h et les dimanches matin de 8h à 13h sur la Place de l'Abbé Ferret qui jouxte l'église du Sacré-Coeur. Ce marché présente différents stands tenus par une quarantaine de commerçants proposant des produits alimentaires, des produits locaux, des vêtements, etc.

## Médias locaux
- Le Journal de Saône-et-Loire paraît tous les jours dans le Mâconnais sous l'édition de Mâcon.
- France 3 Bourgogne est la décrochage local de France 3 qui propose chaque soir un journal télévisé traitant des faits de la région.
- France Bleu Bourgogne est la station locale de France Bleu.
- mâcon.infos est un site Internet proposant les actualités de Mâcon de ses alentours.
- Les radios locales Aléo et Club Altitude RCF sont diffusées dans la région mâconnaise.

## Culture

### Lieux de spectacles

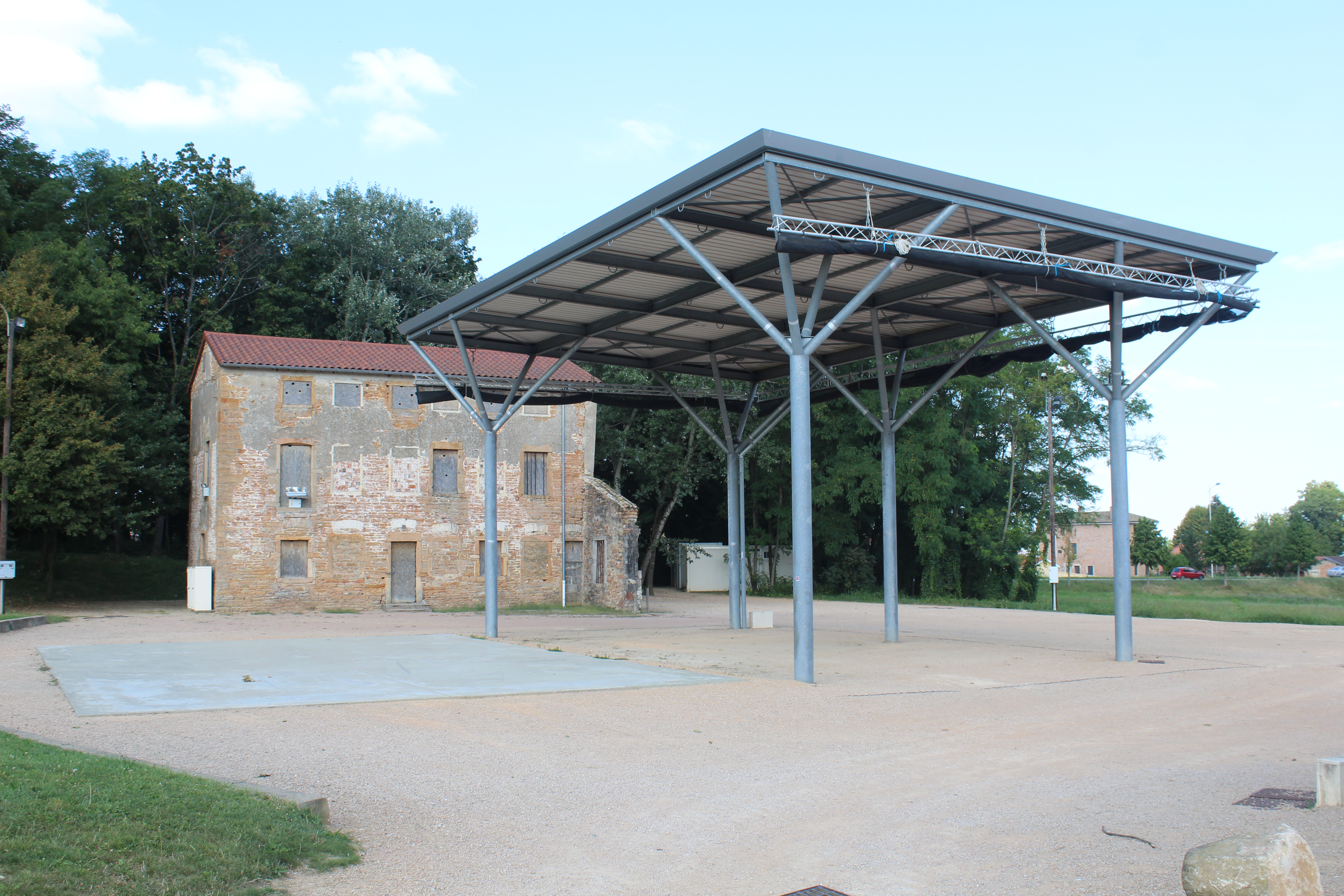
Scène du domaine de Champgrenon.

#### Couverts
- L'Espace La Verchère[45] comporte trois salles : la grande salle pouvant accueillir 950 places, la salle 1 d'une capacité de 100 places et la salle 2 possédant 120 places.
- La Salle Ballard[45] possède deux salles. La plus grande peut accueillir entre 80 et 250 personnes selon la configuration et la plus petite comporte 30 places.
- La Salle du Vieux Temple[45] a une capacité d'accueil de 200 places.

#### En plein air
- Le Domaine de Champgrenon[45] est un théâtre de verdure d'une capacité de 3 000 places qui accueille depuis 2010[46] les « Rendez-vous de l'été », festivités d'été de la ville de Charnay-Lès-Mâcon. Plusieurs événements festifs s'y déroulent tel que le festival Luciol in the sky organisé par la Cave à musique, structure de musiques actuelles maconnaise.

### Manifestations culturelles et festivités
En parallèle du festival "Été frappé" organisé par la ville voisine de Mâcon, la ville de Charnay-lès-Mâcon organise chaque année depuis 2010 en plein air (sur le domaine de Champgrenon, le théâtre de verdure de la ville) ses propres festivités d'été appelées « Rendez-vous de l'été » qui proposent des concerts, des spectacles et des projections de cinéma.

### Ecole de musique
Une école de musique municipale offre un ensemble de cours de pratiques musicales individuelles avec 14 professeurs. Diverses pratiques collectives sont possibles : orchestre municipal en premier lieu mais aussi, orchestres pépinière et premier cycle, fanfare de rue, ateliers de musique actuelle, une chorale (le chœur de femmes). Depuis 2022, un professeur de théâtre complète l'équipe d'enseignants.

### Bibliothèque départementale de prêt
À Charnay-lès-Mâcon, dans un bâtiment d'architecture contemporaine, sont installés les locaux de la bibliothèque départementale de prêt de Saône-et-Loire.
Cette bibliothèque créée en 1982 est chargée du développement de la lecture publique pour les communes de moins de 10 000 habitants. Elle est installée depuis octobre 1986 dans un bâtiment de 1585 m², d'architecture résolument contemporaine (architectes : Christian Schouvey et Michel Gamard).

## Économie
Sur le territoire de la commune se trouve l'aérodrome de Mâcon - Charnay. Il est géré par la ville de Mâcon.
La commune comporte également 4 zones industrielles, comportant quelques grandes sociétés :
- EADAC des Berthilliers : proche de la gare de Mâcon-Loché-TGV, des sociétés comme Algéco (siège social), ou Saint-Gobain Performance Plastics France sont implantées ;

Les vignobles du Mâconnais.

- Espace des Luminaires ;
- Grange Saint-Pierre ;
- Parc d'activités Europarc.

### Vignoble
Sur le territoire de la commune est installée une cave coopérative : la cave de Charnay-lès-Mâcon, qui a été fondée en 1929 et regroupe de nos jours 70 vignerons cultivant 140 hectares de vignes à la frontière entre la Bourgogne et le Beaujolais (avec de prestigieuses appellations : Saint-Véran, Pouilly-fuissé, Juliénas ou Saint-Amour).

## Culture locale et patrimoine

### Lieux et monuments

#### Monuments religieux

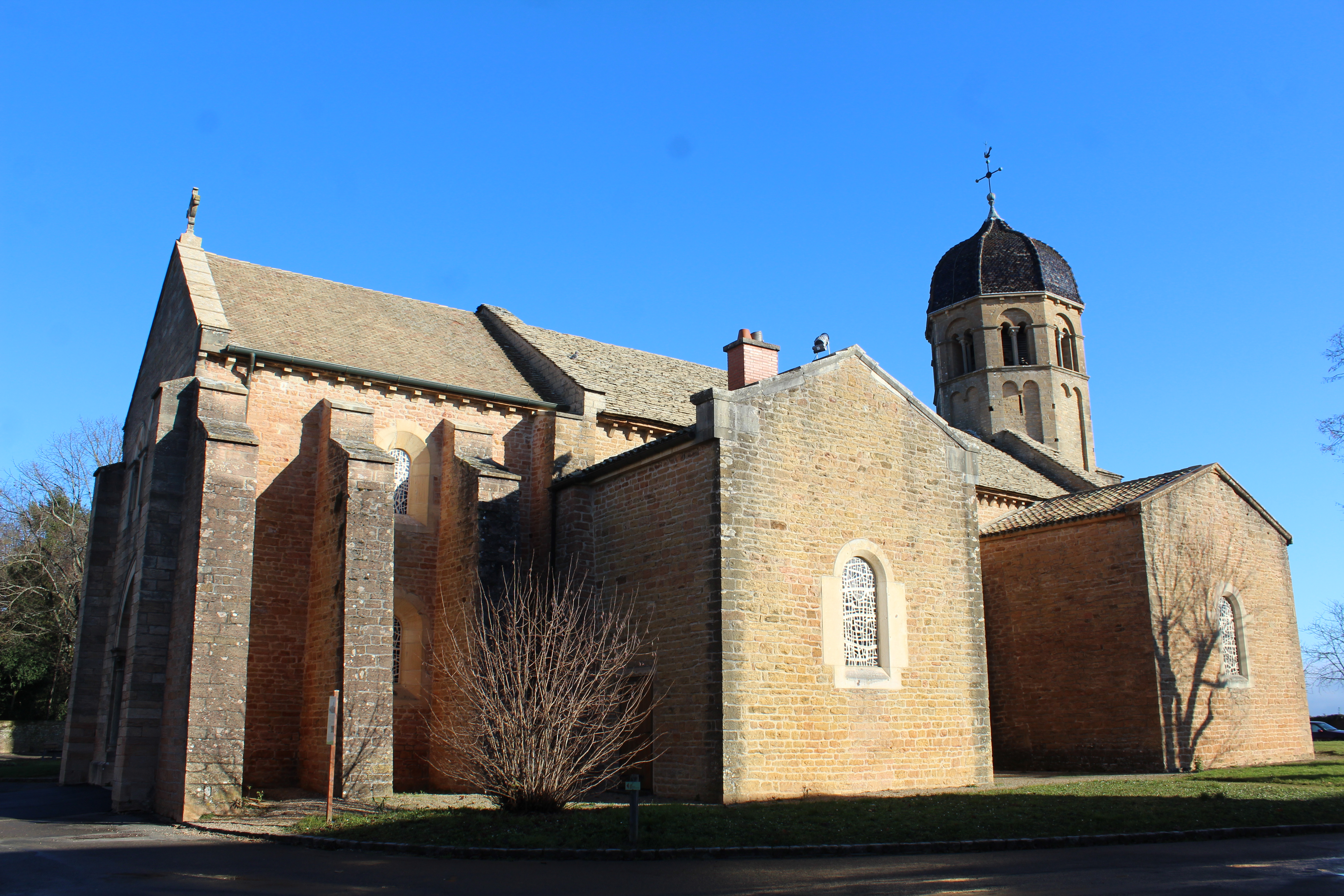
Église Sainte-Madeleine.

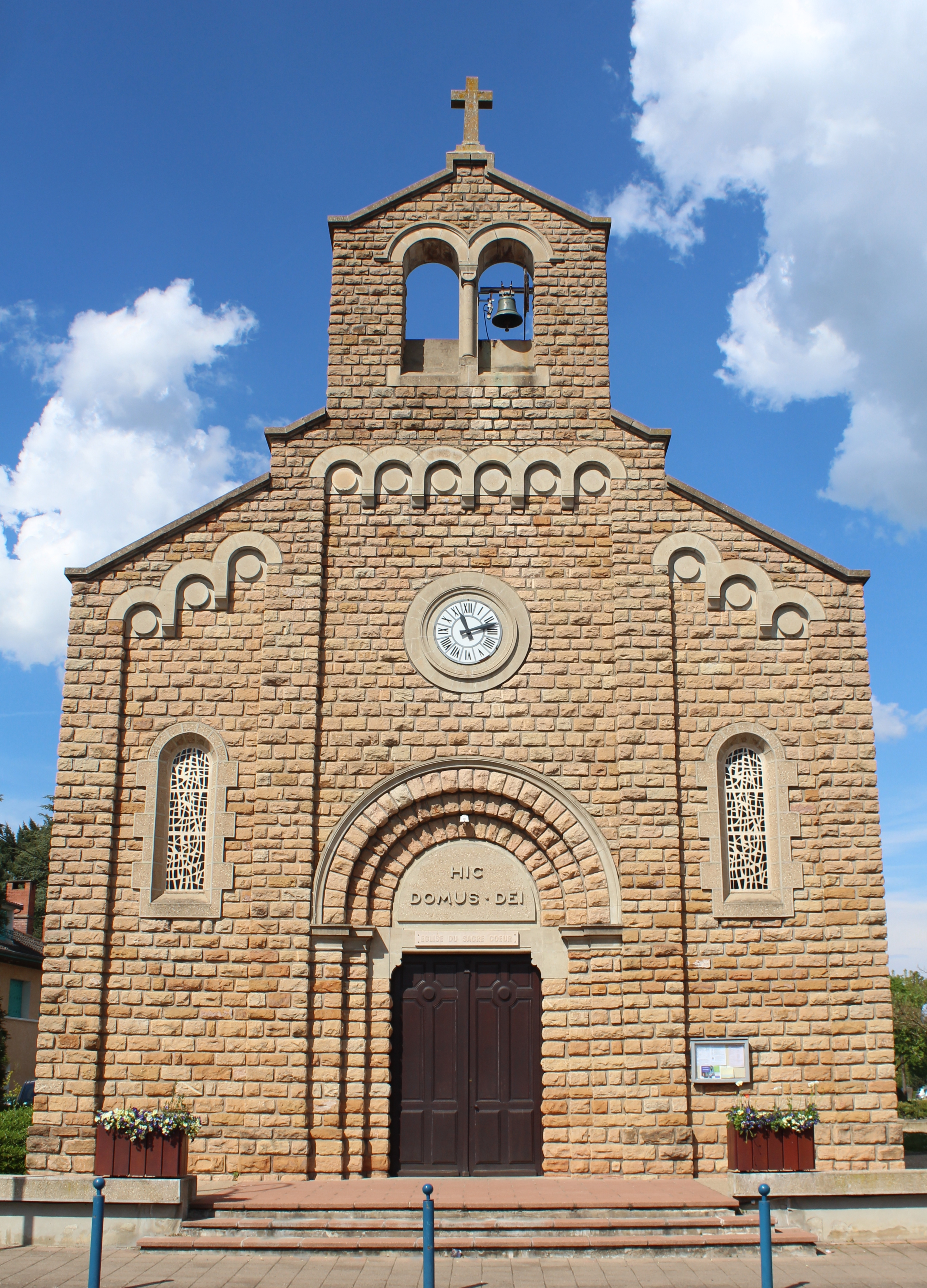
Église du Sacré-Cœur.

On trouve dans le territoire quatre monuments dédiés à la religion chrétienne.
- L'église Sainte-Madeleine est située dans le bourg. Le premier lieu de culte attesté en ce lieu date de 968, il était voué à saint Pierre et fut dédié à sainte Madeleine au XVIe siècle.
- La chapelle Saint-Jean-Baptiste, construite en 1695, est le vestige de dépendances ecclésiastiques qui existaient au hameau de Lévigny. Aujourd'hui ne reste qu'un pan de mur, sa destruction eut probablement lieu durant la Révolution française.
- Au lieu-dit la Petite Coppée est installé depuis 1618 un ancien temple protestant. Il fut fermé en 1685 à la suite de la révocation de l'édit de Nantes et devient alors une dépendance agricole du fief de La Bâtie. Victime d'un incendie vers 1872, un nouveau bâtiment est construit avec des éléments architecturaux de l'ancien lieu de culte. La commune devient le propriétaire en 1973 qui l'aménage en 1987 pour devenir un accueil d’animations et de manifestations culturelles.
- Le long de la grande rue de la Coupée, l'église du Sacré-Cœur est érigée en 1944 afin d'accueillir les fidèles du quartier qui ne cesse de se développer.

#### Châteaux et domaines
- Le château de Saint-Léger bâti en 1324 tiendrait son nom d'une chapelle qui se tenait à cette place au Xe siècle[50].
- Le château de Verneuil est un vieux fief fort du Moyen Âge mais le château avec son corps de logis principal et deux ailes en retour datent du XVe siècle[50]. Toutefois, il ne reste que le corps principal avec les deux tours rondes percées de meurtrières.
- Le château de la Tour de l'Ange, nommée à l'origine la Tour de Charnay, la Tour du Mouton (Georges et Claude du Mouton en furent seigneurs vers 1471) puis la Tour de Langes, était autrefois une tour ronde imposante. Seul un colombier fait preuve aujourd'hui de la présence du château médiéval. Le château actuel inspiré de l'architecture italienne date du XVIIIe siècle[50].
- Le château de la Chevanière fut construit au début du XIXe siècle[50] et comporte un corps de bâtiment central avec deux pavillons carrés et entouré d’un parc. Un cartulaire informe qu'il existait la chapelle Saint-Quentin à cet endroit.
- Le château de la Tournache a été érigé vers 1855[50]. Un incendie y a détruit la toiture et les combles du château en 1973, un étage fut donc supprimé.
- Le château des Gérardes est composé d’un corps de bâtiment et de deux ailes[50].
- Le château de Condemine, mentionné pour la première fois en 1614, possède un corps central entre deux ailes en retour d'équerre. Au centre de la façade orientale, un portique de quatre colonnes toscanes soutient un fronton. Devant la façade occidentale, on découvre une terrasse à appui-corps en fer forgé, reliée au parc par un degré droit. De part et d'autre, dans le même alignement mais isolés, se trouvent deux petits pavillons.
- Le château du Mérac est une maison bourgeoise qui fut un lieu d’accueil pour les enfants vers 1930[50].
- Dans le domaine de Perthuis, le château Mirandol longe la rue du Perthuis[50].
- Dans le domaine de Champgrenon se trouvait un château datant du XVIIe siècle qui fut détruit en 1919[50]. Aujourd'hui dans ce parc de 17 hectares, il reste la porte du couchant près du pavillon d'entrée, l'huilerie (restaurée et ouverte à la visite depuis 2008)[51] et la glacière, due à l'architecte-paysagiste Curten l'aîné[52]. En 2011, la cadole située le long de la route de Davayé fut remontée pierre par pierre dans le domaine pour la protéger d'une disparition[53].

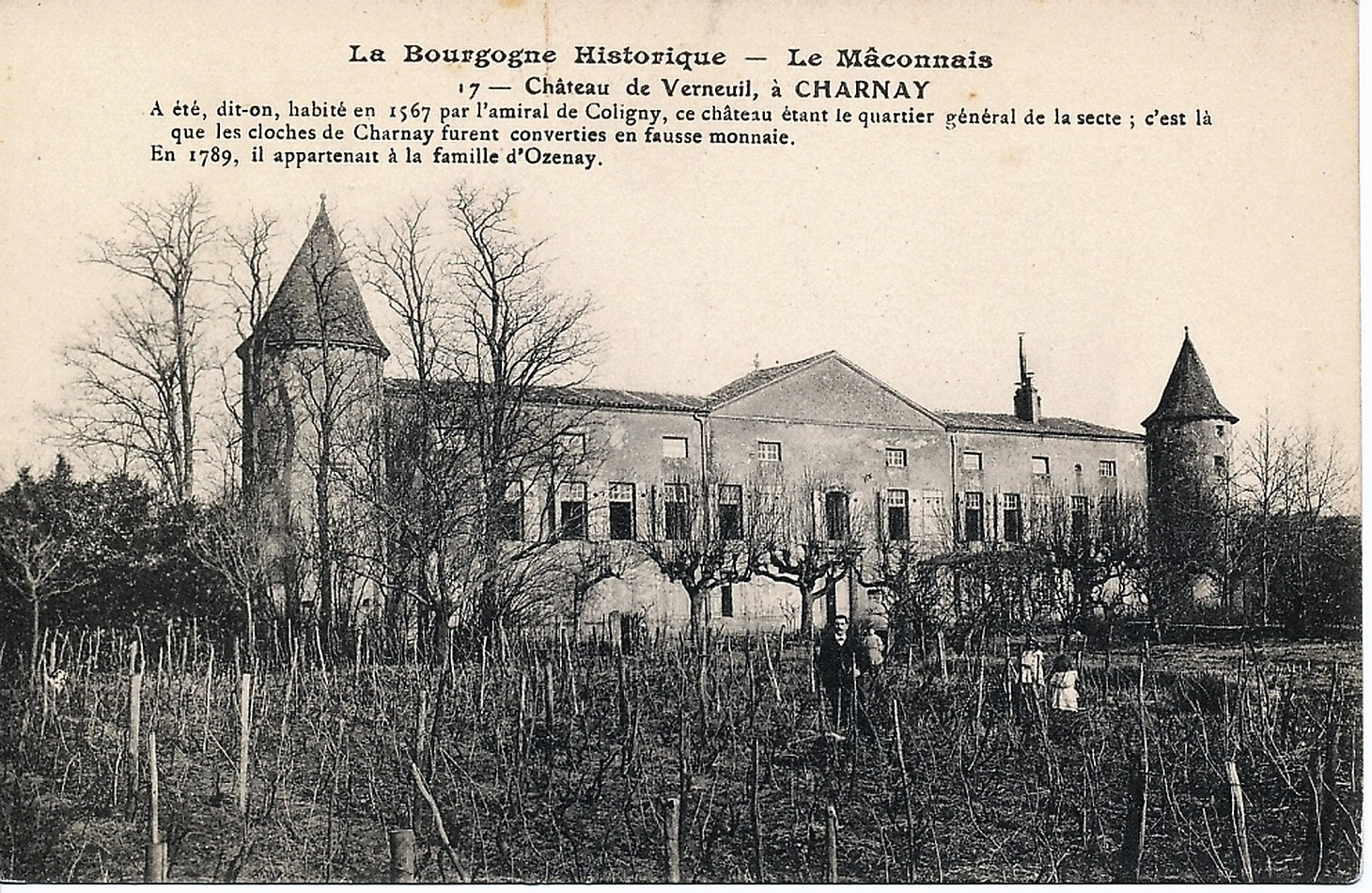
Château de Verneuil (carte postale début XXe siècle).
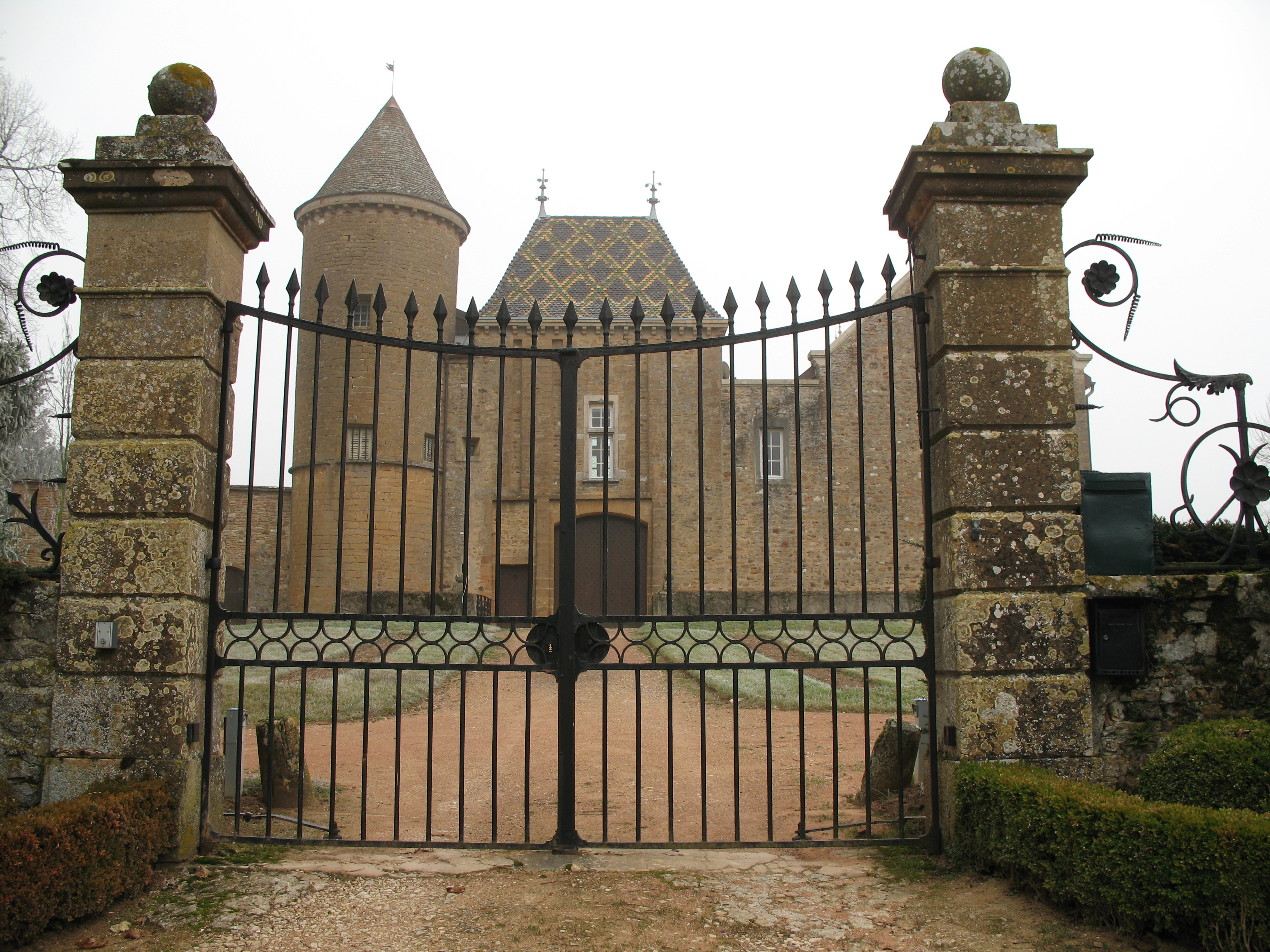
Château de Saint-Léger.
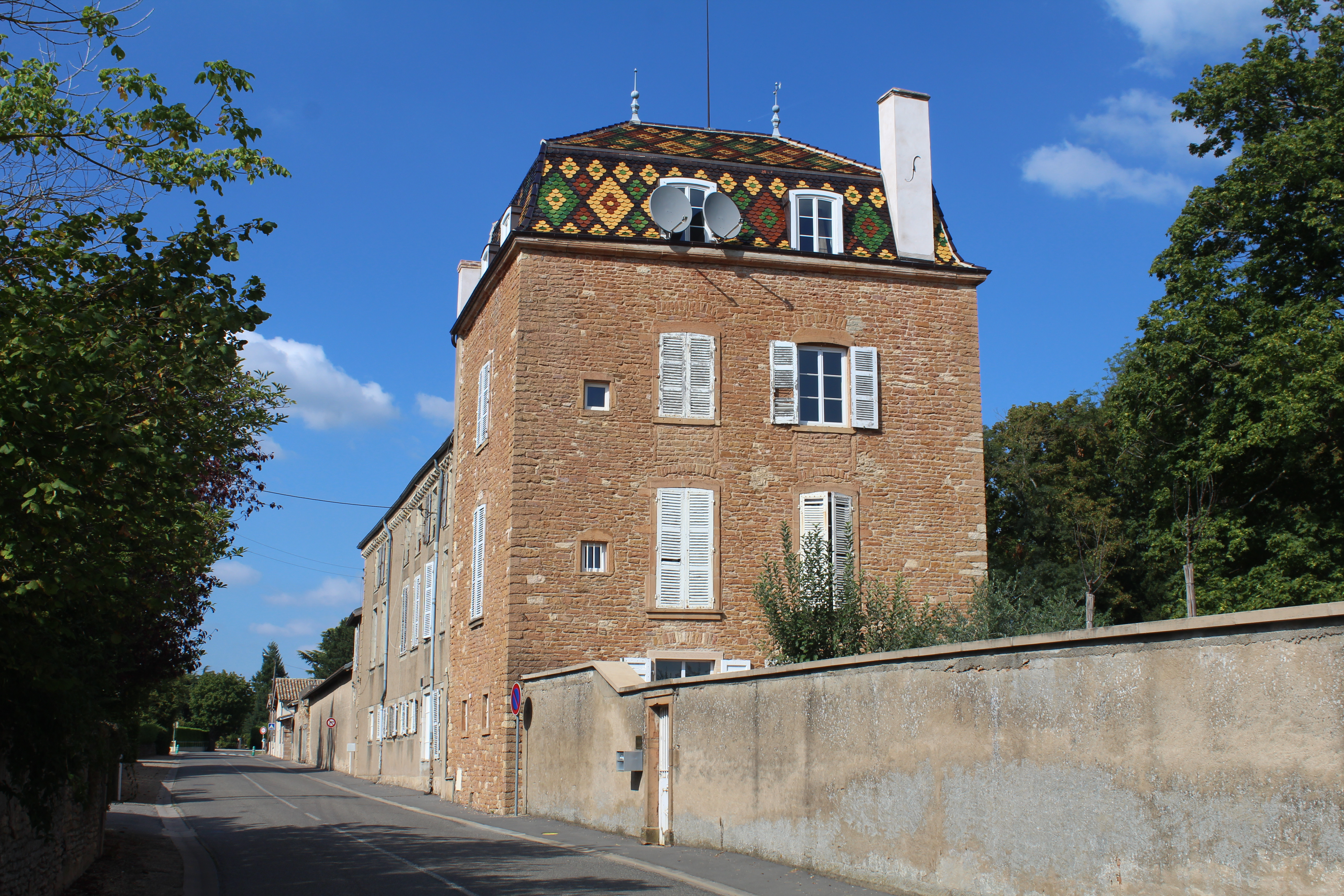
Château Mirandol.
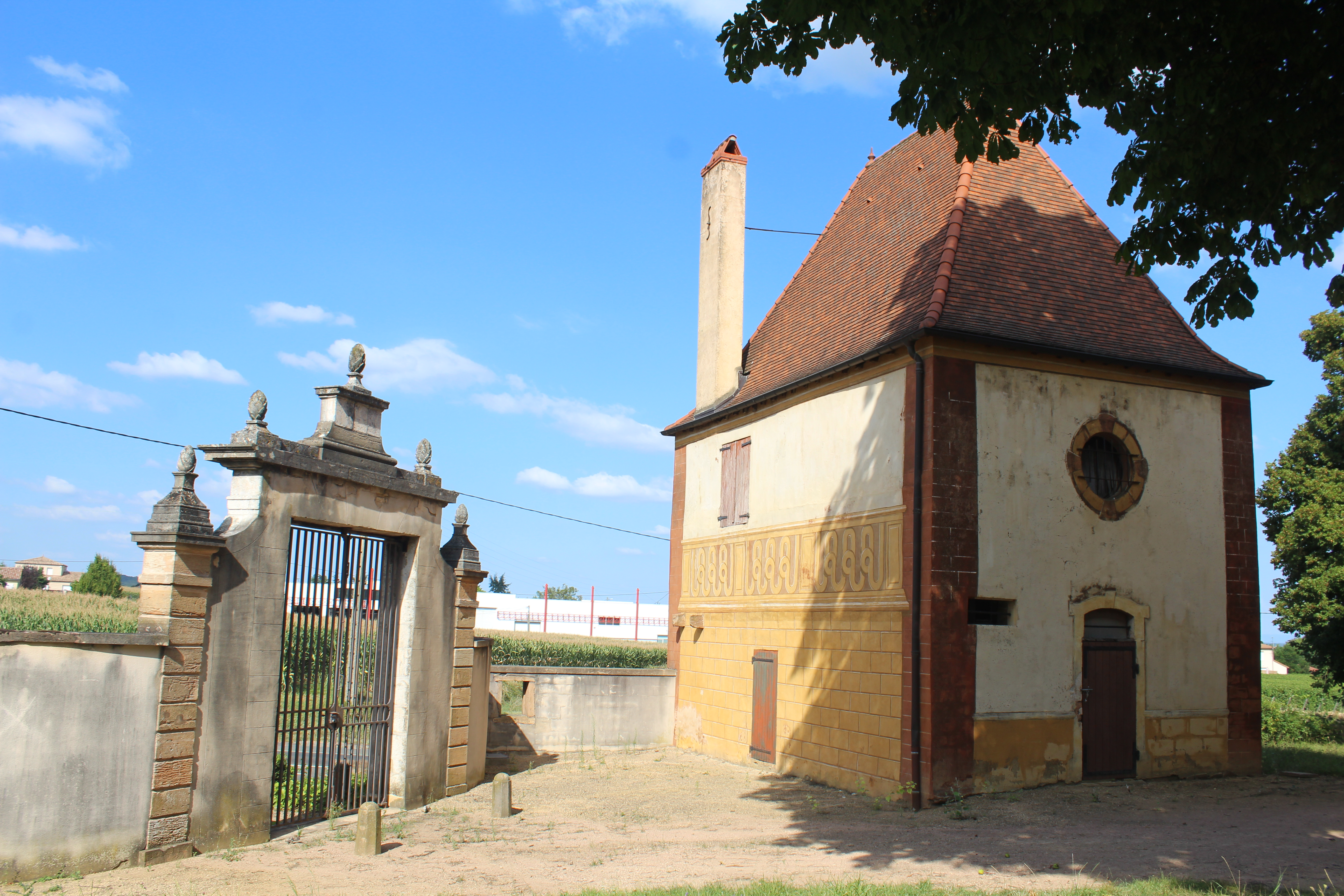
Porte du couchant et pavillon d'entrée du domaine de Chamgrenon.
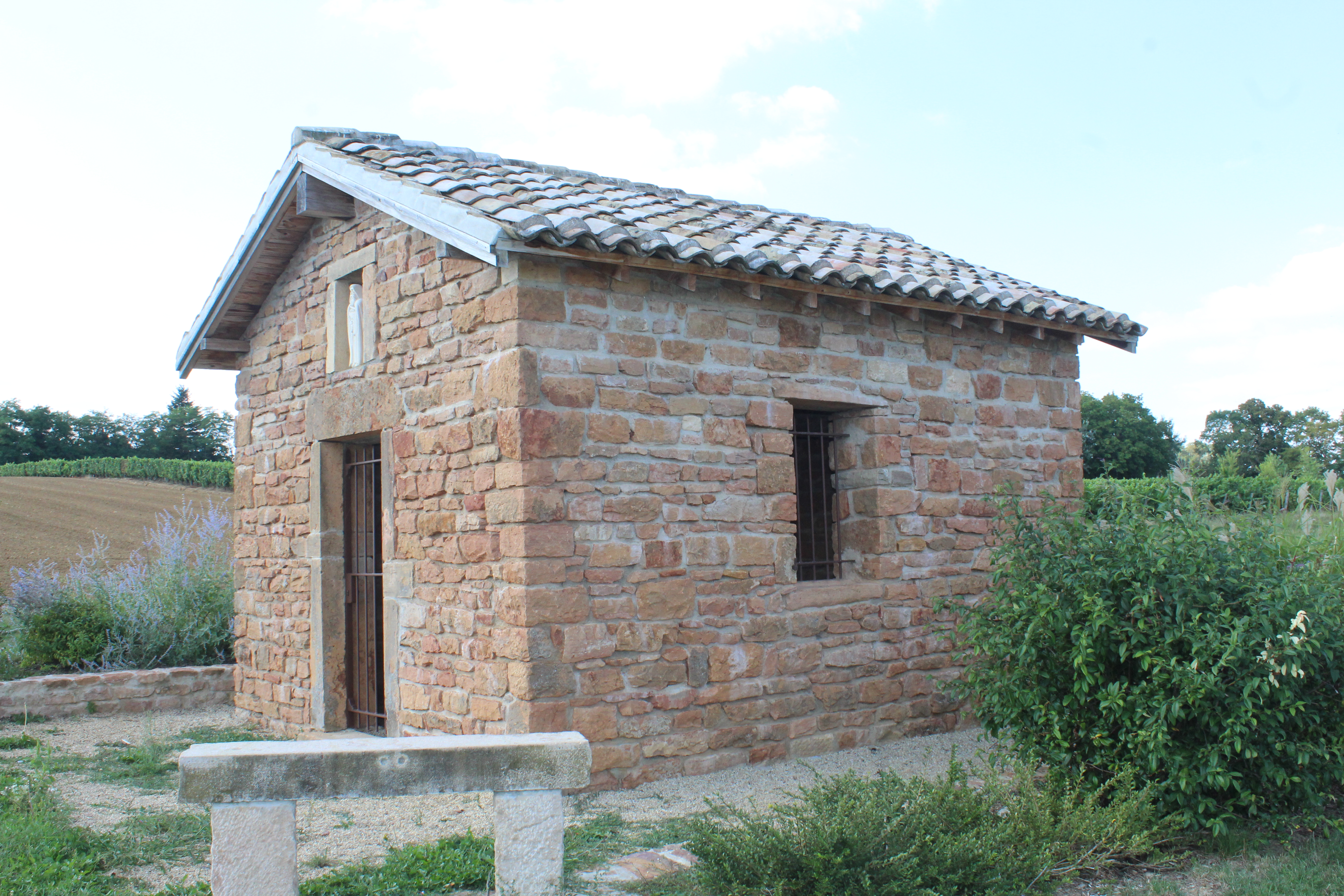
Cadole du domaine de Chamgrenon.
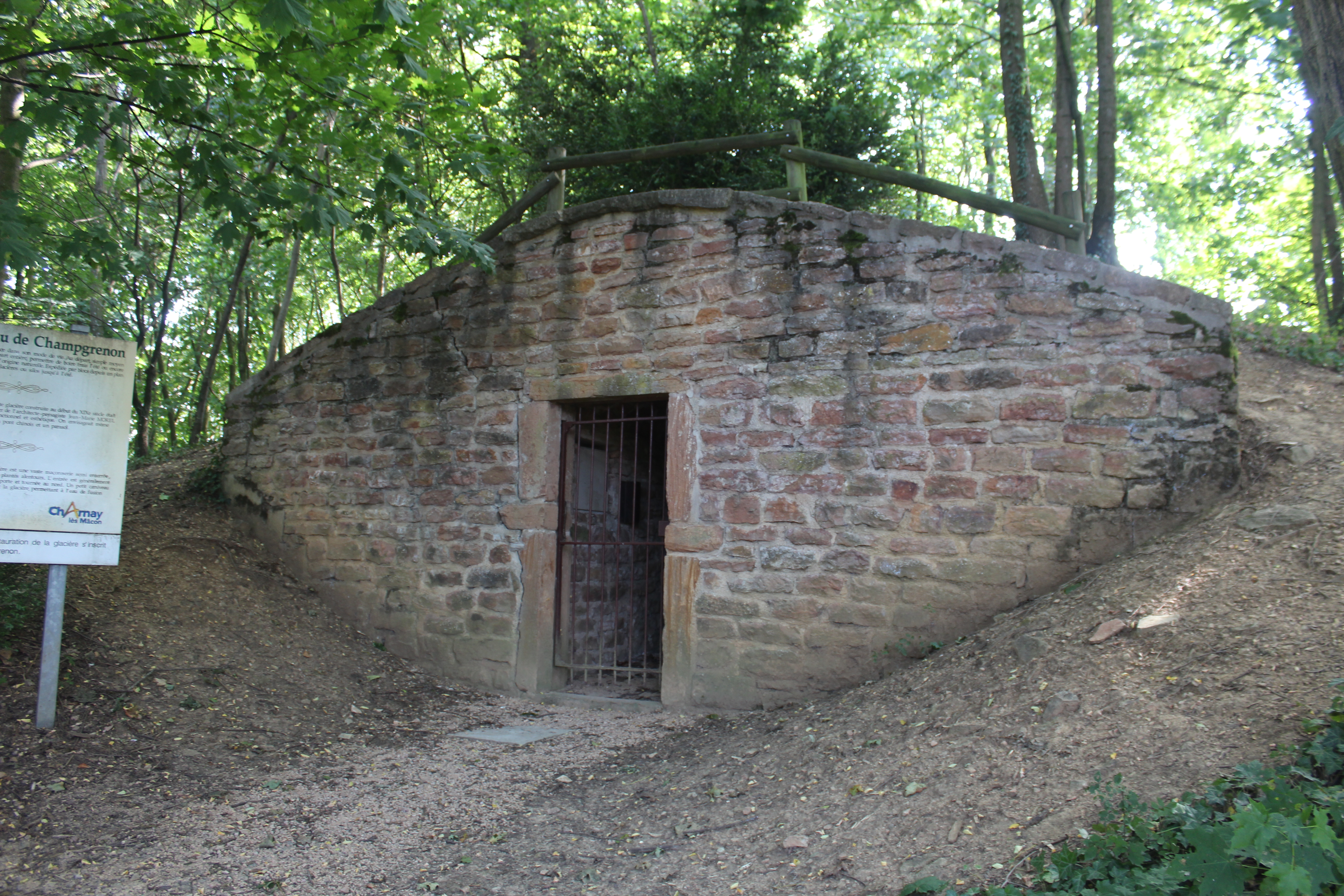
Glacière du domaine de Chamgrenon.

#### Patrimoine lié à l'eau
Lavoirs

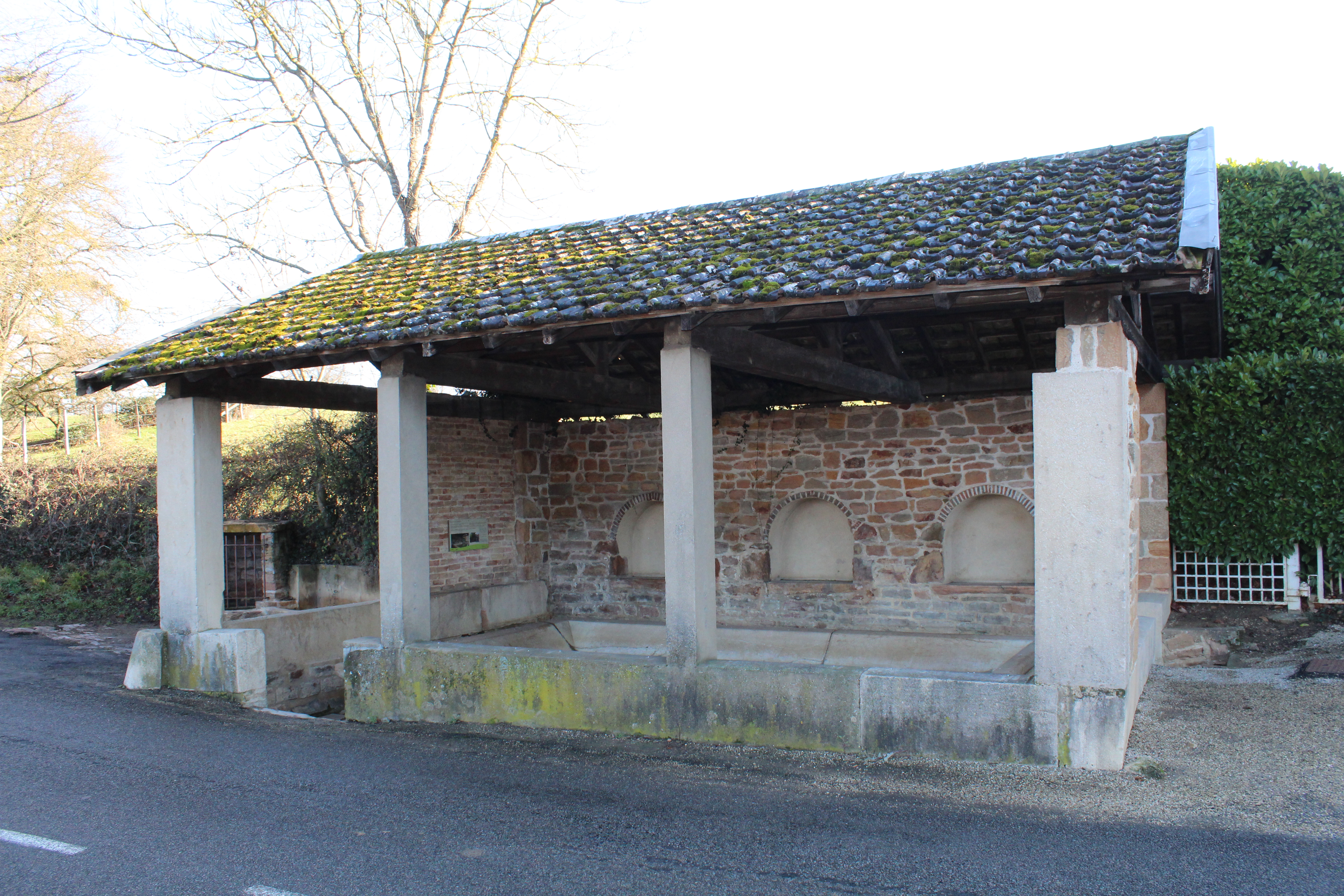
Lavoir du Voisinet.

Près des lieux de passage et au cœur de hameaux, on trouve des lavoirs qui ont été construits ou rénovés par la municipalité dans les années 1850.
- Le lavoir des Proux est un lavoir à impluvium central avec un toit à quatre appentis, seul le plan d’eau est découvert.
- Le lavoir de Lavigny est au centre du hameau éponyme, il daterait du début du XIXe siècle mais fut reconstruit dès 1837 du fait de son très mauvais état.
- Le lavoir du Voisinet ou lavoir Marmantoux est un petit lavoir à piliers monolithes surmonté d’une charpente en bâtière. En 1845, le lavoir du Voisinet devient trop petit, il est donc agrandi. En 1859, le bâtiment est couvert, il est réparé en 1909 et entièrement restauré en 1963.
- Le lavoir de Fontaine Mathoud ou lavoir des Giroux possède un bassin rectangulaire en pierre de taille qui recueille directement l’eau de pluie. En 1858, un toit est rajouté mais à la suite d'un problème de captage, le lavoir est détruit en partie du fait que la source est située juste en dessous.
- Le lavoir de la Lye est un ancien lavoir construit en 1875. On y ajouta une toiture en 1901 mais qui fut détruite dans les années 1960, le bâtiment fut alors laissé à l'abandon. Les pierres ont connu une seconde vie en 1995 puisqu'elles furent utilisées pour la construction d'une fontaine près de l'église du Sacré-Cœur.

Fontaines
- La fontaine de la place de l'Abbé-Ferret date de 1995 et fut construite avec les pierres de l'ancien lavoir de la Lye.
- La fontaine Gard était située près du lavoir de Fontaine-Gard démoli en 1960. Sa couronne de laurier sculptée en bas relief font estimer la construction du lavoir et de sa fontaine durant les années 1840.
- La fontaine de Lavigny permettait d'alimenter le lavoir du quartier, il date de l'époque napoléonienne si l'on se réfère aux motifs présents.

Moulins
- Le moulin de Balme est mentionné pour la première fois le 22 février 1023, date à laquelle Stephanus, un riche seigneur mâconnais du XIe siècle, donna le moulin à l’abbaye de Cluny. En 1880, il est agrandi mais il cessa de fonctionner durant les années 1920. Par conséquent, le bâtiment tomba en ruine mais Jacques Tourny le restaura dès 1976 après être devenu le propriétaire du moulin.
- Le moulin du Pont est cité dès 1456. Selon certaines sources, on y trouvait une huilerie au XIXe siècle. En 1900 est installée la distillerie nommée Maison de vins du Moulin du Pont qui porte aujourd'hui le nom de Maison des vins Auvigue.

Puits

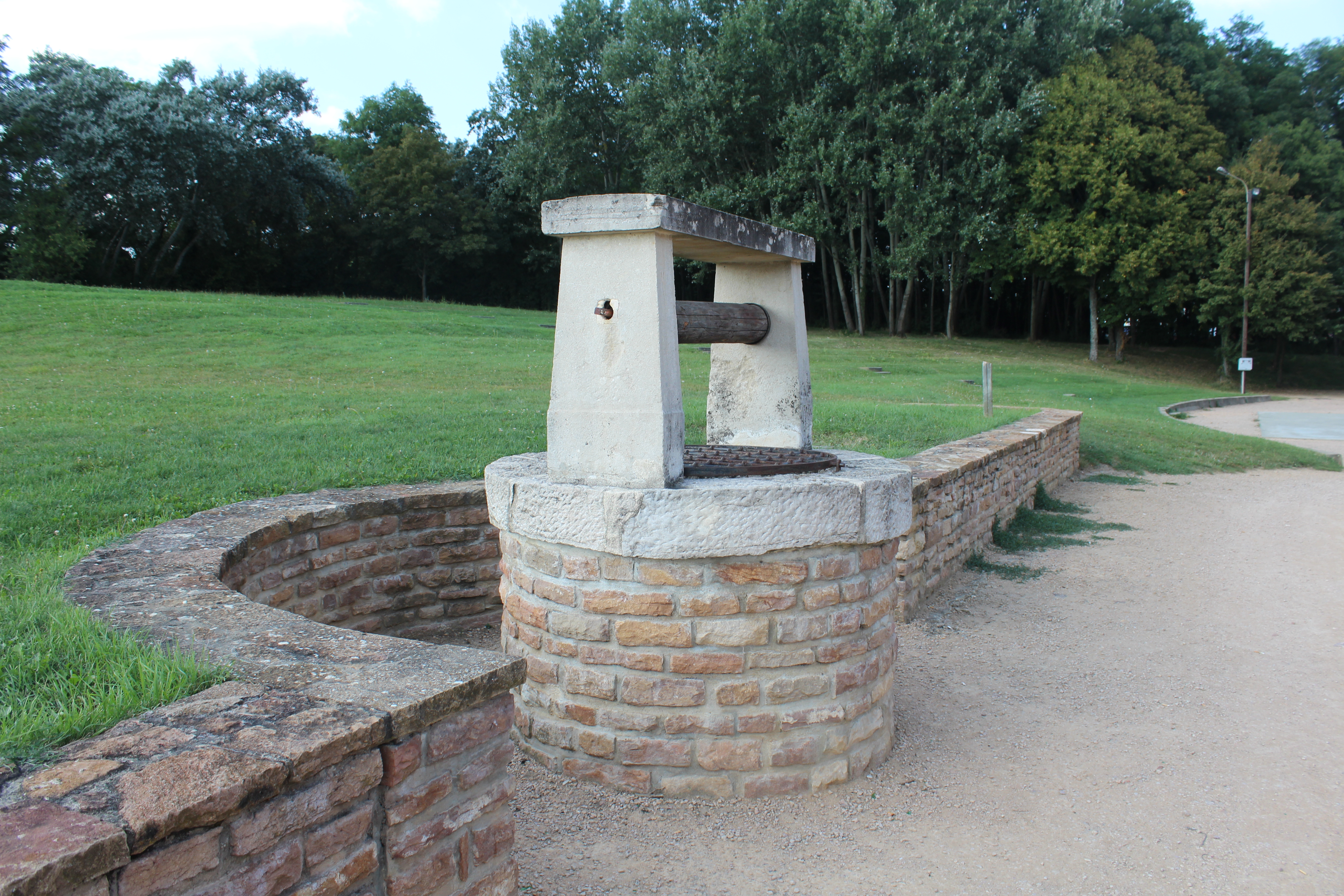
Puits du domaine de Champgrenon.

- Le puits de la Combe au Puits desservait en eau les habitants qui habitaient près du lavoir de Bieux. En janvier 2006, le toit a été restauré.
- En face de l'ancienne huilerie du domaine de Champgrenon, on trouve un puits.

#### Autres monuments
- Le bâtiment de la mairie fut construit en 1910 et inauguré en 1911. Il était occupé à l'origine par l'école et la municipalité.
- Près du pavillon d'entrée du domaine de Chamgrenon, un monument fut érigé au début des années 1920 en l'honneur des soldats de Charnay morts au combat. En mars 2017, il est déplacé au cœur de la place de La Coupée dans le cadre de son réaménagement[54],[55].
- Le domaine Claude Bosse date du XVIIIe siècle se compose de plusieurs corps de bâtiments. On y trouve deux grandes caves : les caves Claude Brosse (ou caves de la Massonne) datant du XVIIe siècle et les caves Lamartine. Dans ce domaine, il y a aussi la tour Claude-Brosse qui permettait de surveiller les chariots qui partaient sur les routes du commerce des vins du Mâconnais.
- L'ancienne ferme de la Bâtie était au XVe siècle une seigneurie laïque qui comportait un château aujourd'hui encore présent. Depuis 2006, les locaux de la ferme accueillent l'école municipale de musique.
- Le four à pain des Giroux est édifié en février 1896 à la suite d'une pétition des habitants du hameau. Il resta en activité jusque dans les années 1950 mais il fut restauré en septembre 2002.
- L'immeuble Genetier, bâti en 1871, accueille la poste, la police municipale et certains services municipaux.

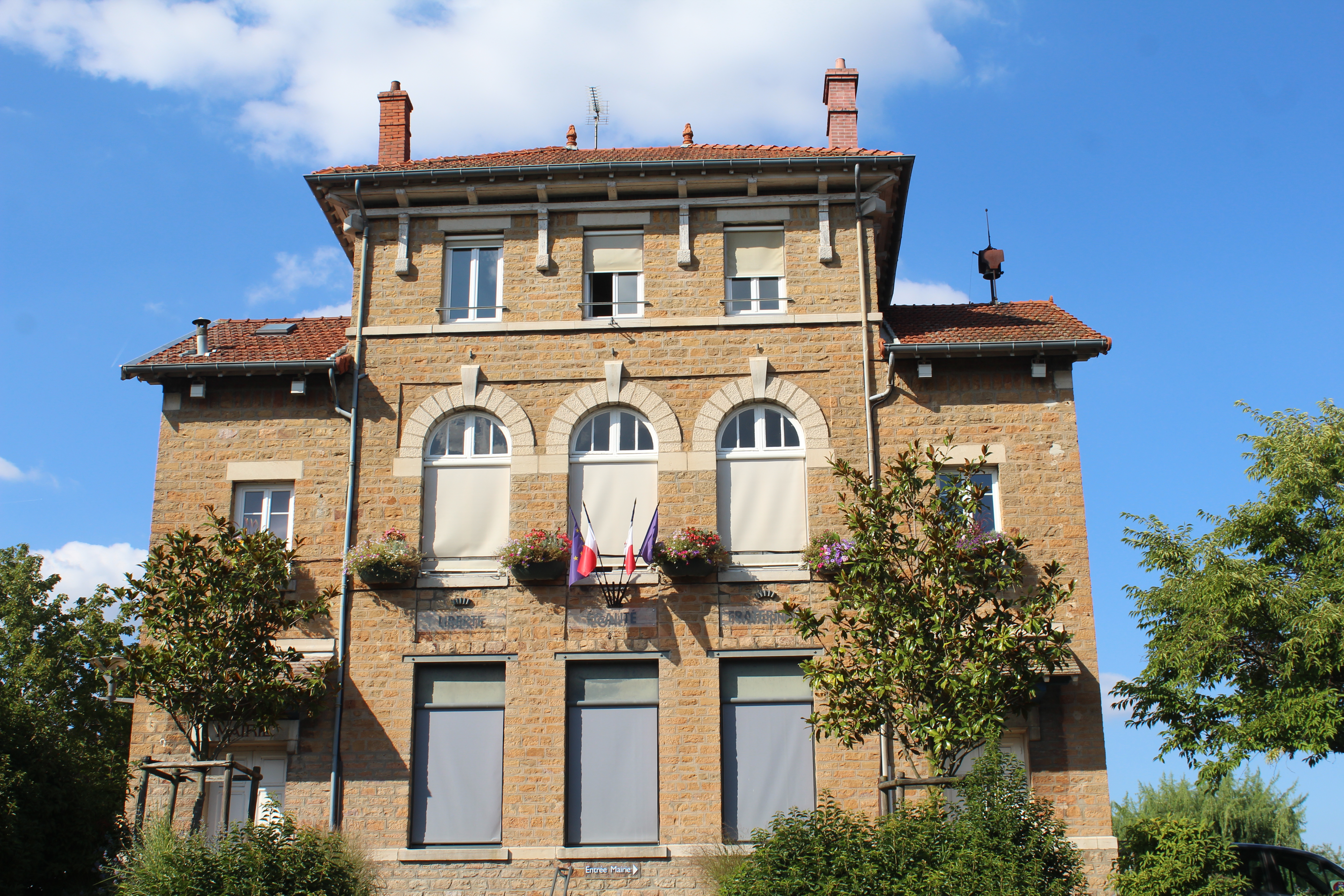
Mairie.
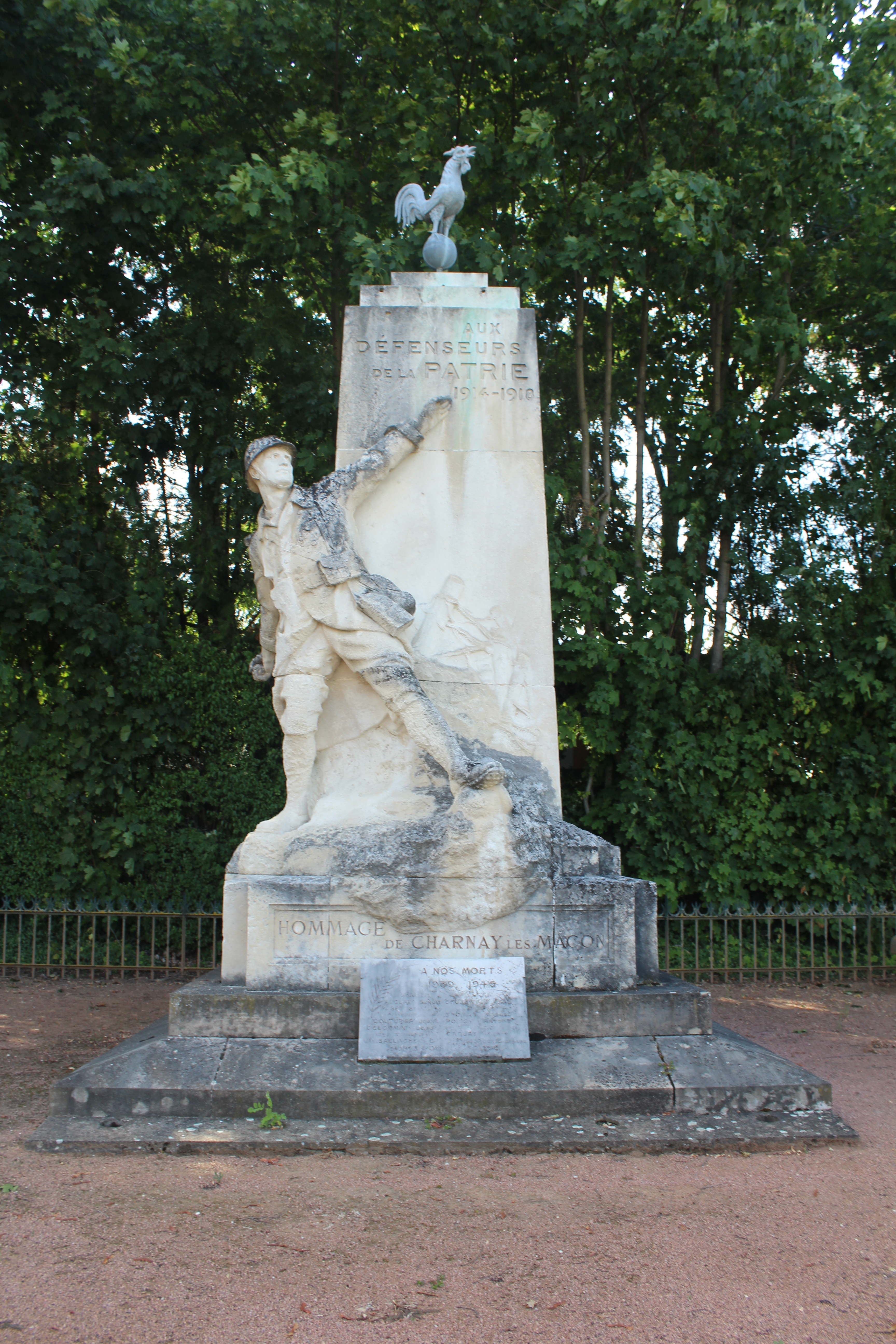
Monument aux morts.
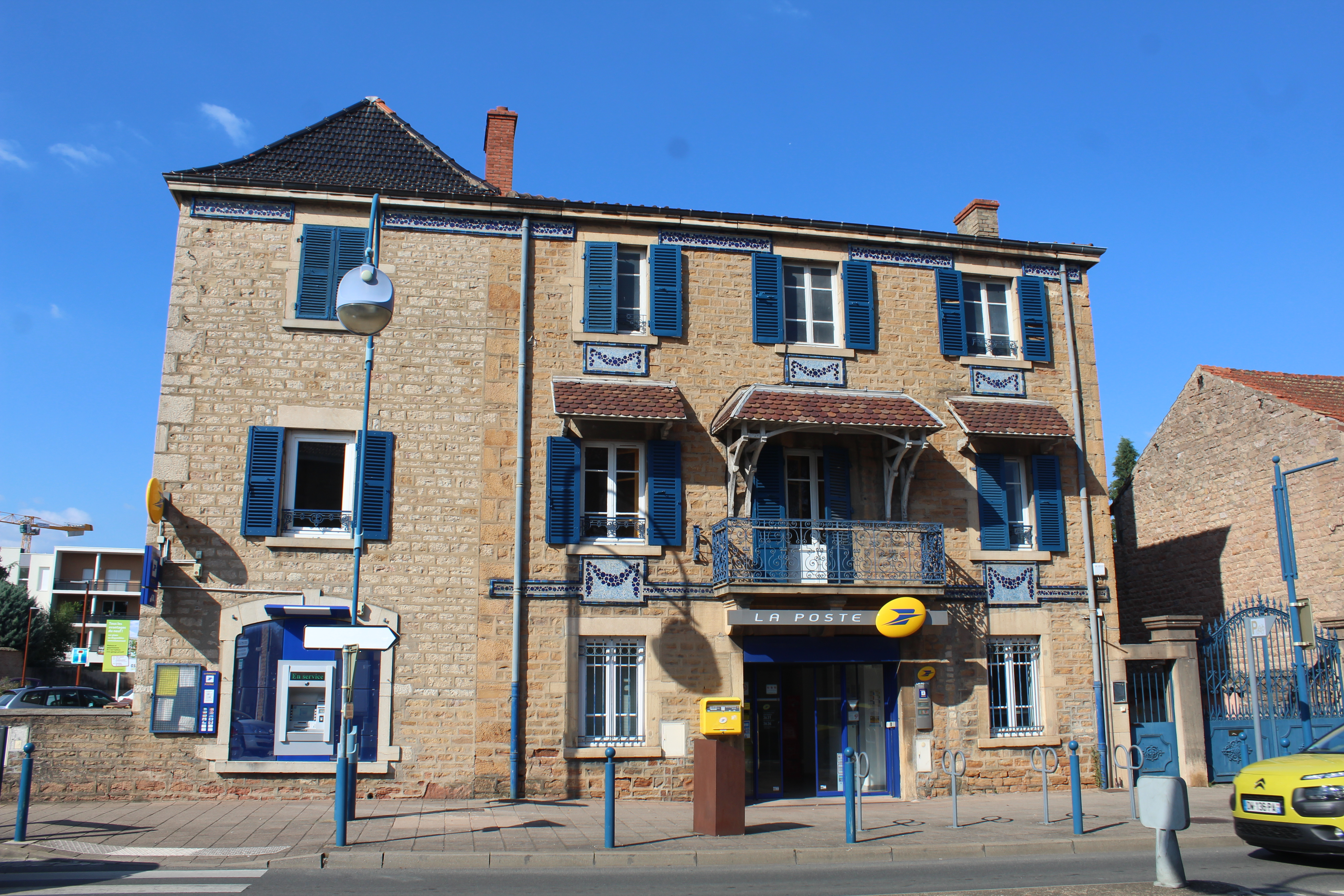
Immeuble Genetier.

### Gastronomie

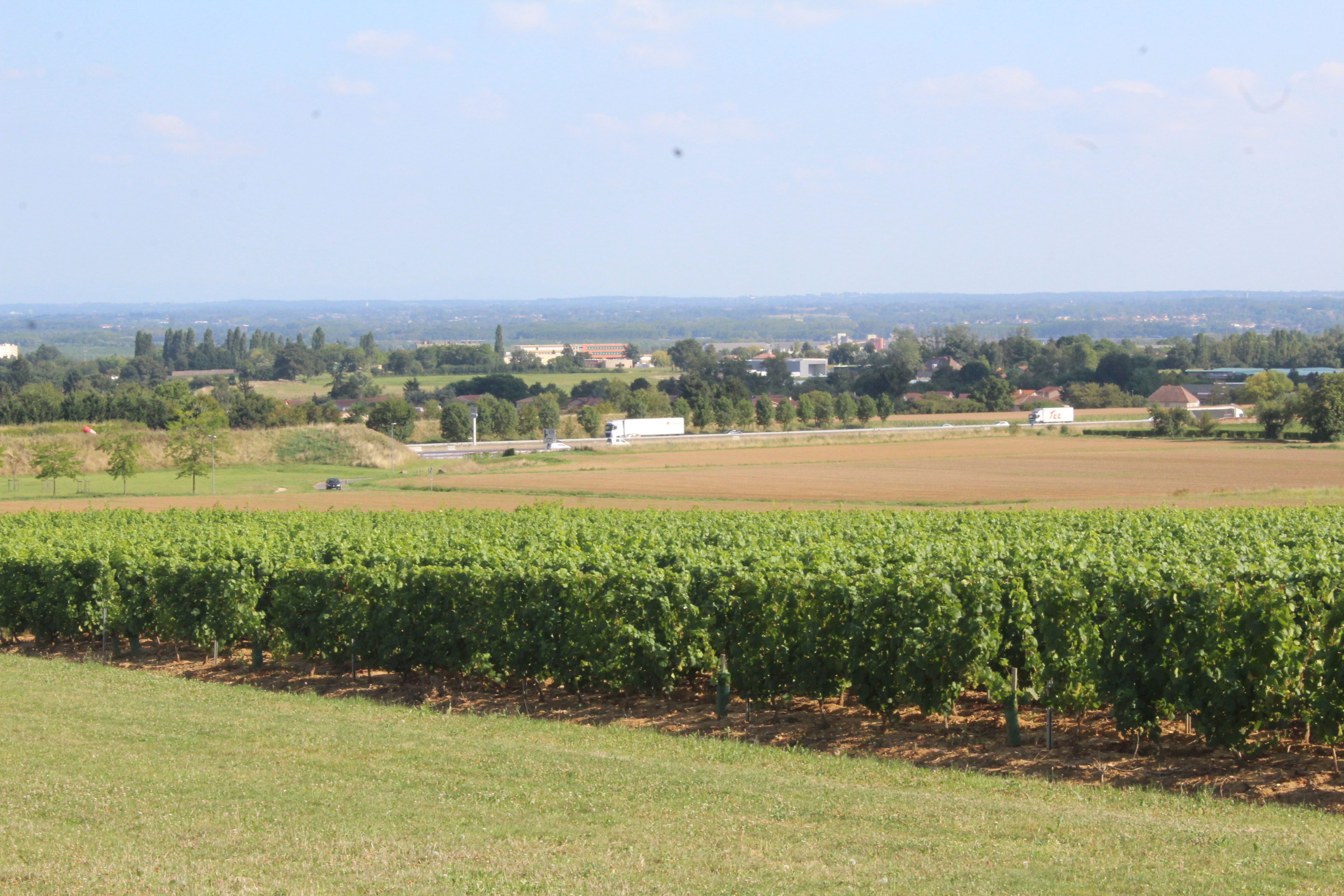
Vignoble près de l'A6.

Charnay est située dans une région viticole. Selon le décret de 2009, il est possible de récolter le raisin, et de faire la vinification et l'élaboration du Mâcon villages dans le territoire de la commune. Cette dénomination est valable pour les vins blancs et les vins rouges ou rosés.
La ville se trouve dans l'aire géographique de l'AOC Mâconnais qui est un fromage au lait cru entier de chèvre. Cela signifie qu'il est possible de produire le lait du fromage, de fabriquer et d'affiner les fromages.

### Espaces verts

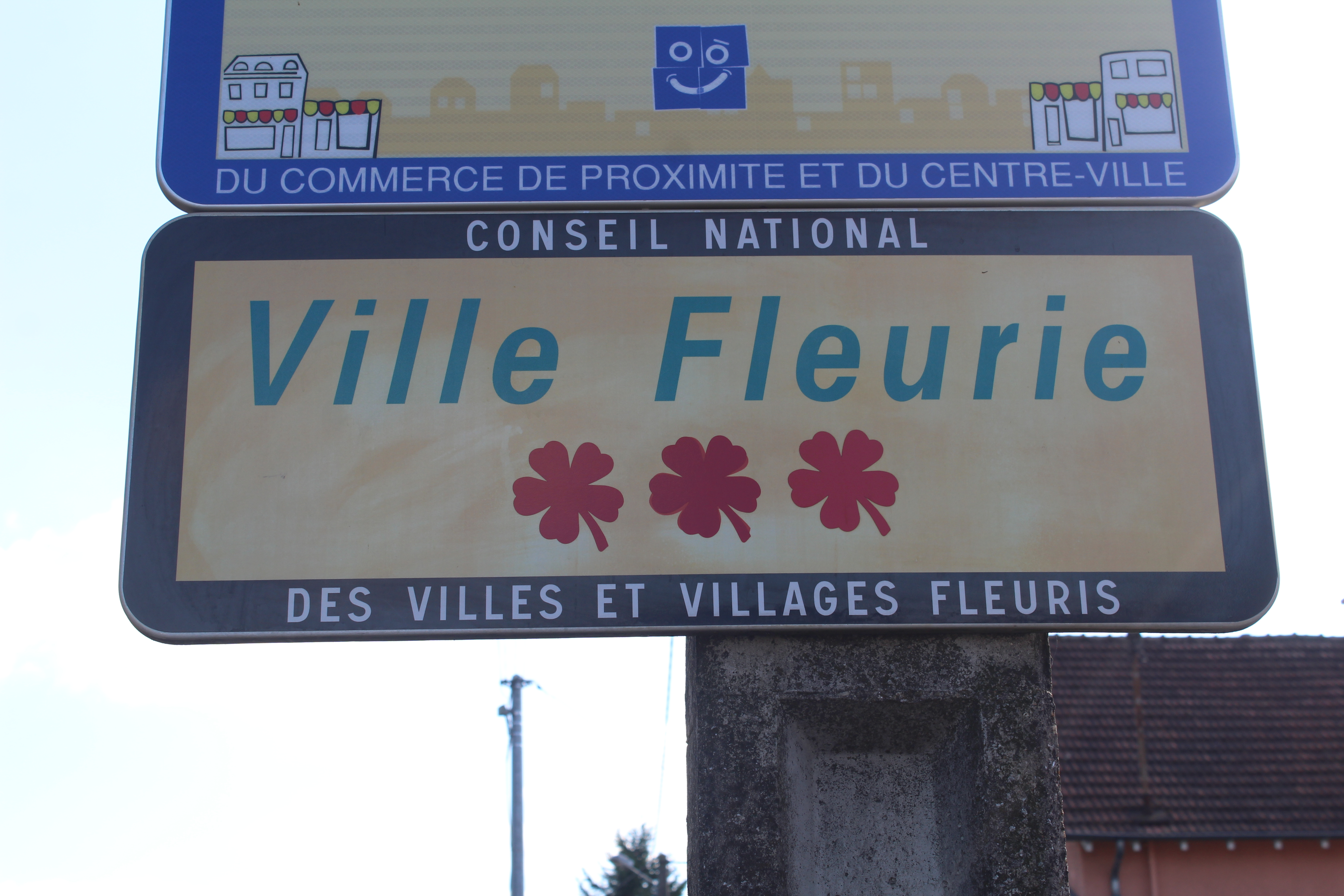
Panneau Ville fleurie avec les trois fleurs.

La commune possède trois fleurs au label « ville fleurie » attribuées par le Conseil national des villes et villages fleuris de France au concours des villes et villages fleuris.

### Personnalités liées à la commune
- Claude Brosse (vers 1656-1731), premier propagandiste des vins du terroir.
- le comte de Rambuteau (1781 - 1869), préfet de la Seine et initiateur des transformations de Paris qu'allait achever Haussmann sous le Second Empire : percée de nombreuses artères dont les Champs-Élysées.
- Jean-Baptiste-Louis-Symphorien Crouzet (1825-1886).
- Abbé Antoine Ferret  (1882 - 1962), pionnier du scoutisme dans le monde catholique.
- Marius Lacrouze (1891 - 1917), pionnier de l'aviation, est enterré dans la commune.
- Jean Combier (1891-1968) est un photographe et un éditeur de cartes postales français qui était propriétaire du château du Perthuis[59].
- Thadée Cisowski (1927 - 2005), footballeur international français, y est décédé.
- Gérard Voisin (1945 -), ancien maire de la commune et ancien député de Saône-et-Loire
- Antoine Griezmann (1991 - ), footballeur de l'équipe de France, jouait dans le club de la commune.
- Marine Lorphelin (1993 - ), Miss France 2013, a passé sa jeunesse à Charnay.

## Pour approfondir